# STS-134

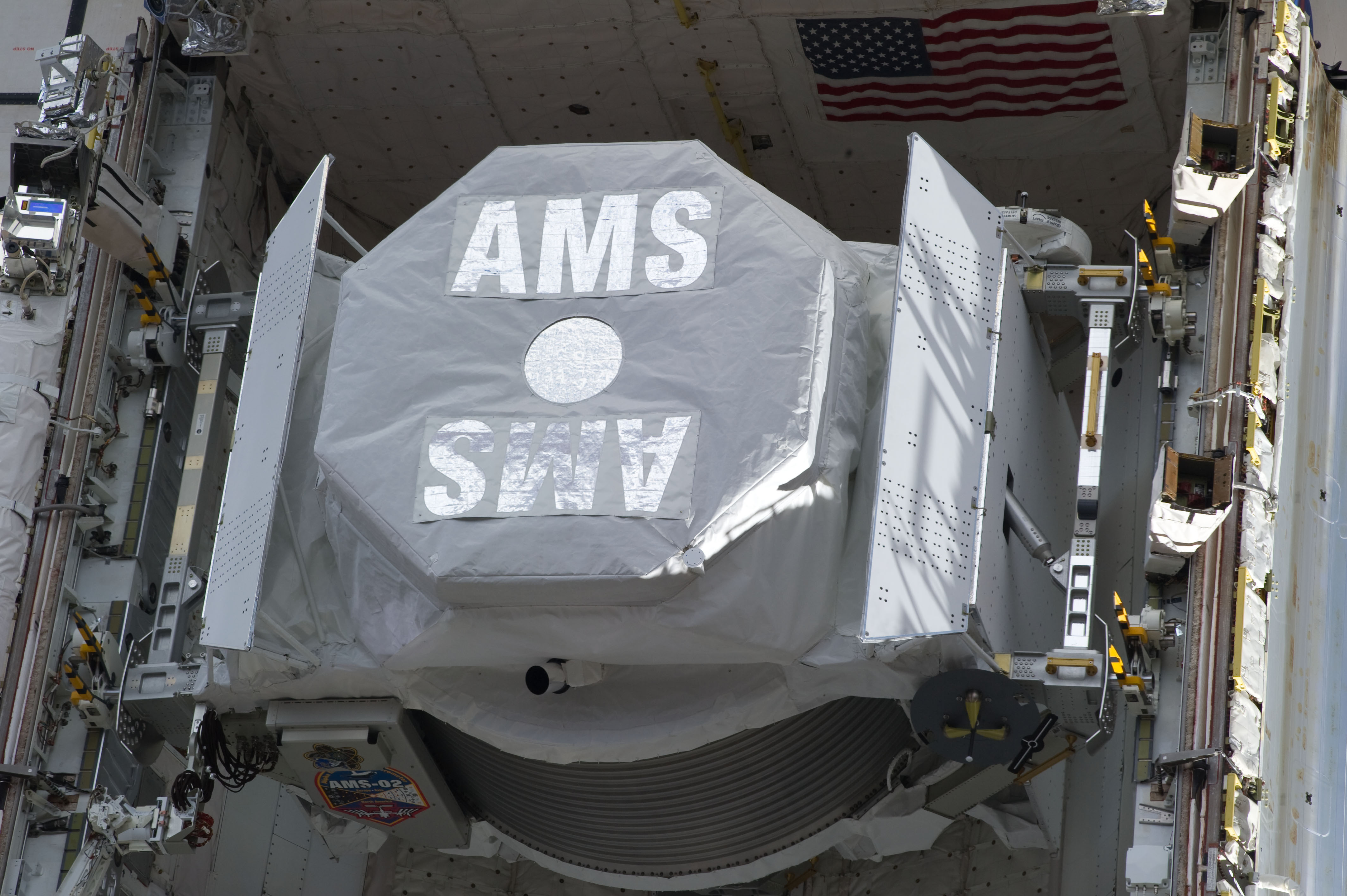
L'Alpha Magnetic Spectrometer 2 (AMS-2) all'interno della stiva di carica dell'Endeavour poco prima di essere installato sulla stazione spaziale

La missione spaziale STS-134 è stata la penultima missione del programma Space Shuttle. Endeavour ha trasportato sulla Stazione spaziale internazionale l'Alpha Magnetic Spectrometer (AMS); l'ExPRESS Logistics Carrier 3; Materials on International Space Station Experiment 8 (MISSE 8); l'Orion Rendezvous Detailed Test Objective (DTO); il GLACIER freezer module e il Remotely Operable Electrical Umbilical-755 (ROEU).

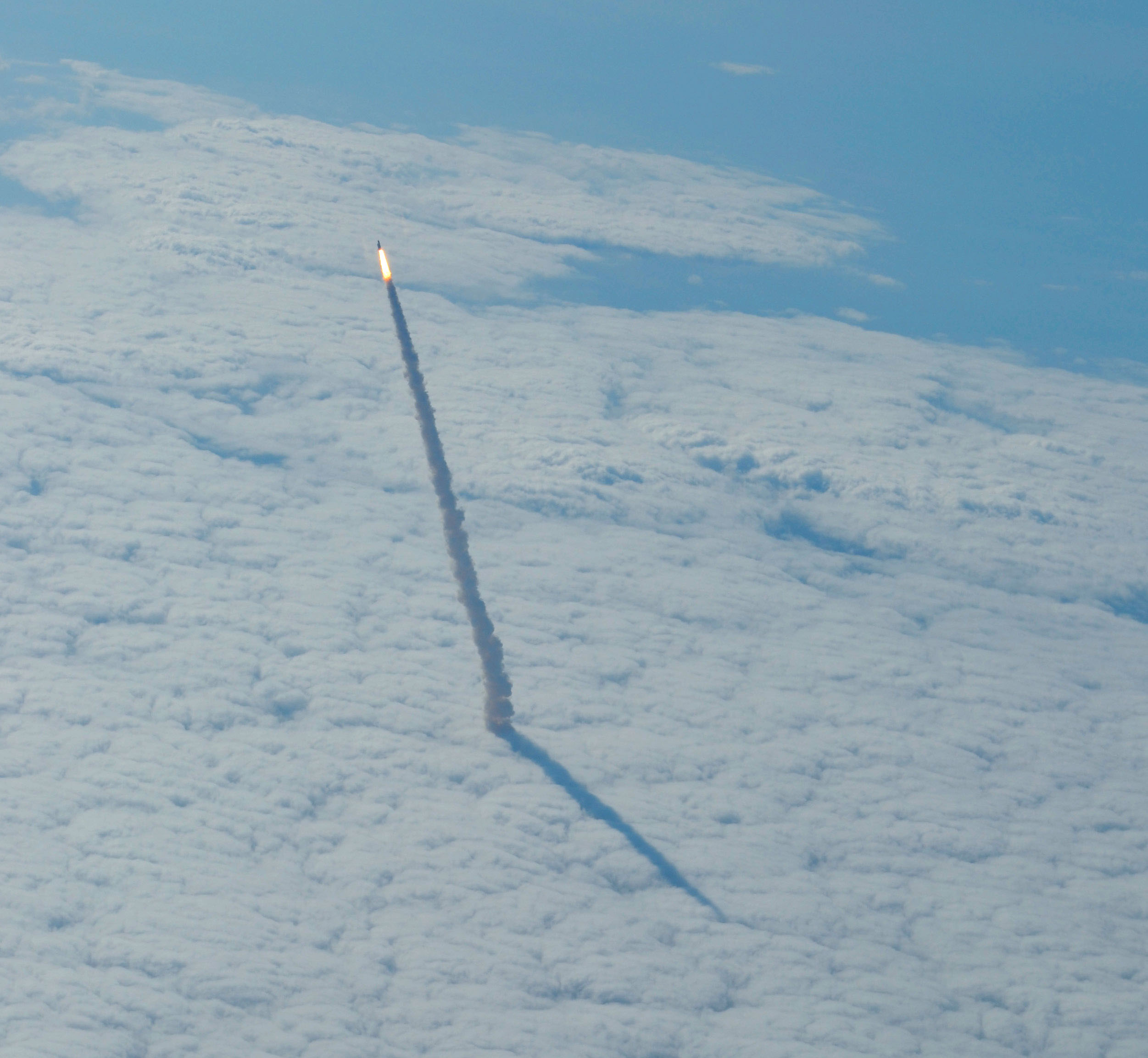
Il lancio dell'Endeavour ripreso dal uno Shuttle Training Aircraft.

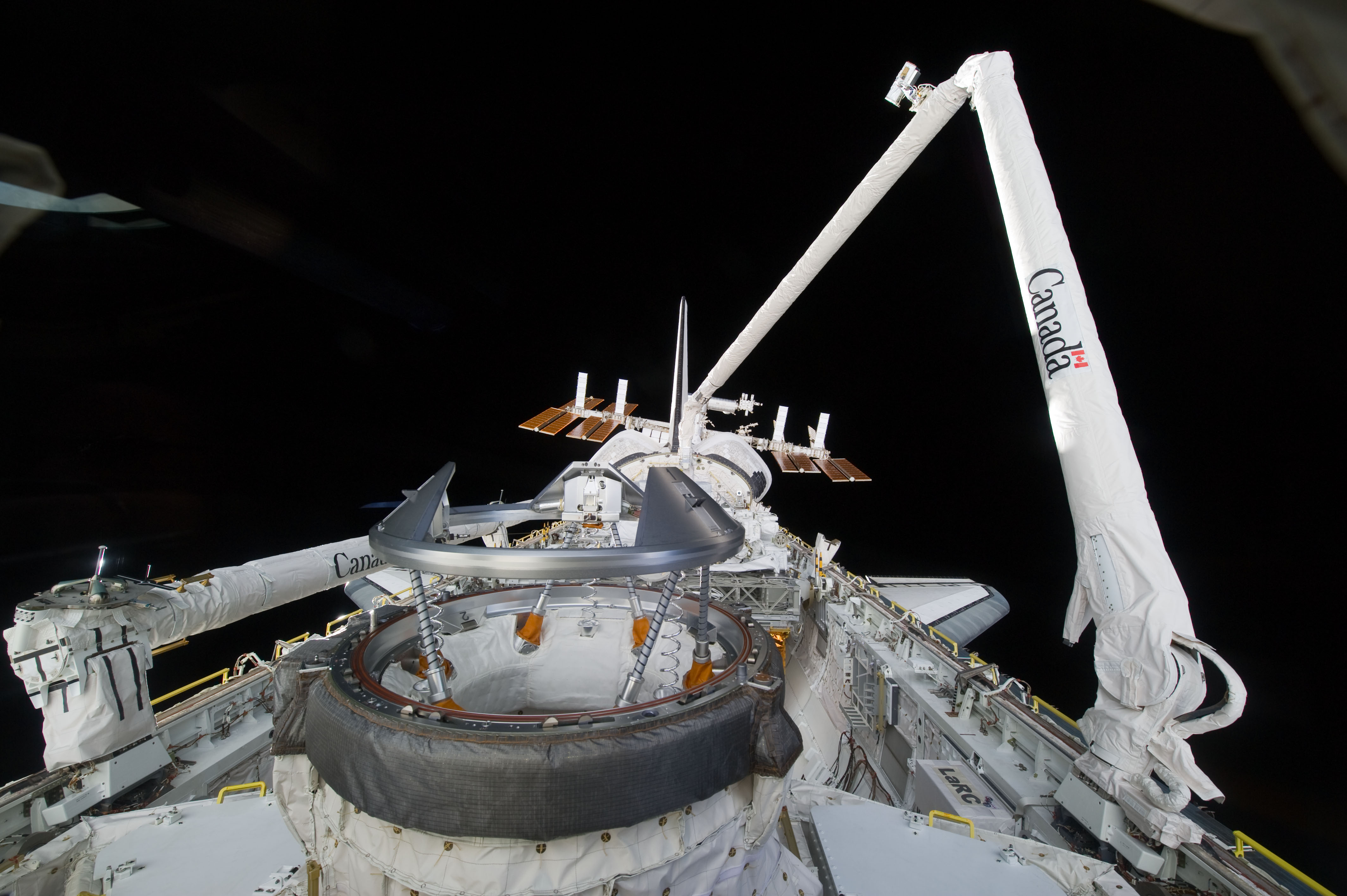
L'Endeavour in avvicinamento alla stazione. In primo piano si può osservare l'anello di attracco esteso.
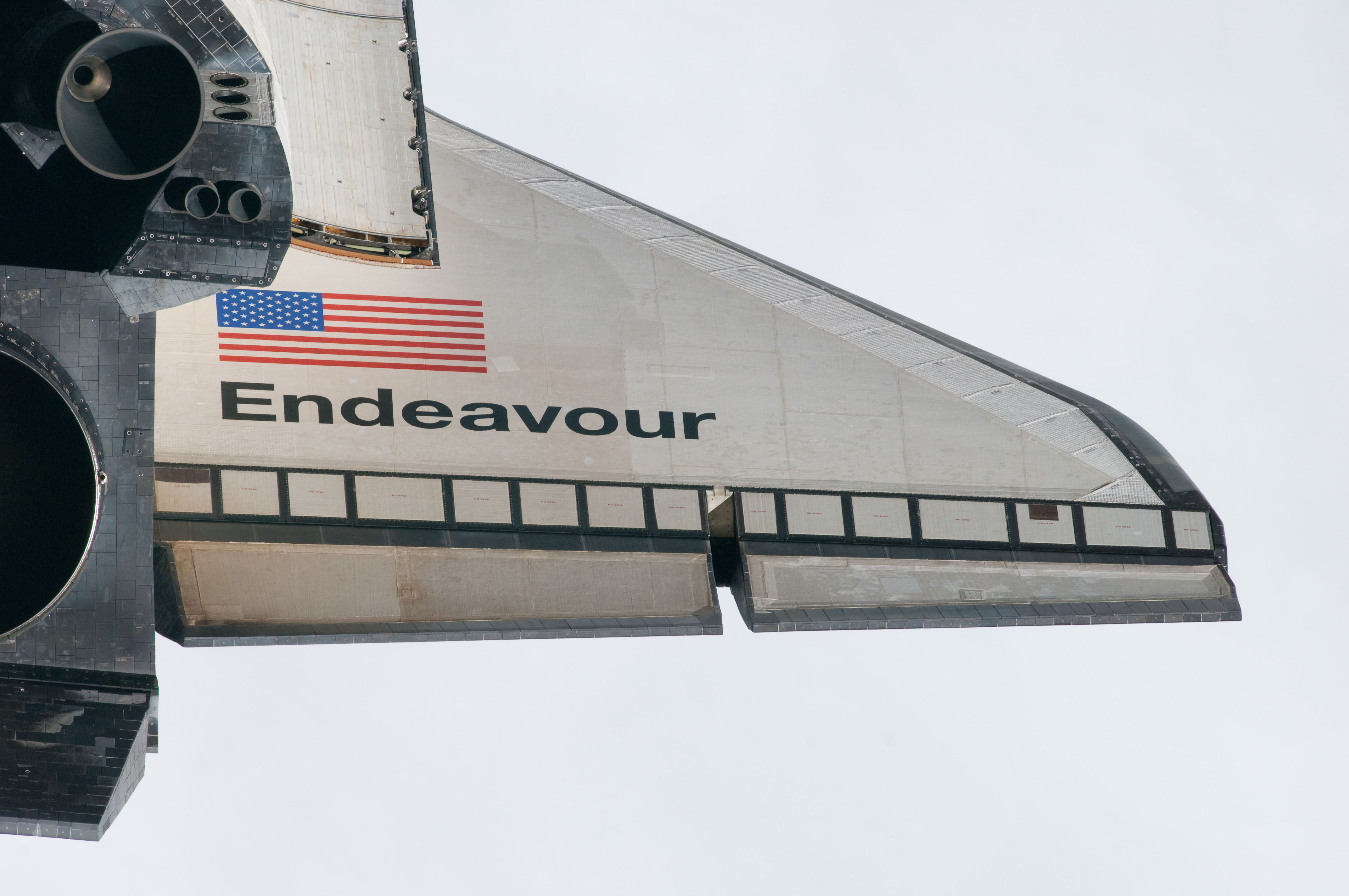
L'ala di tribordo dell'Endeavour fotografata da un membro dell'equipaggio della stazione spaziale.
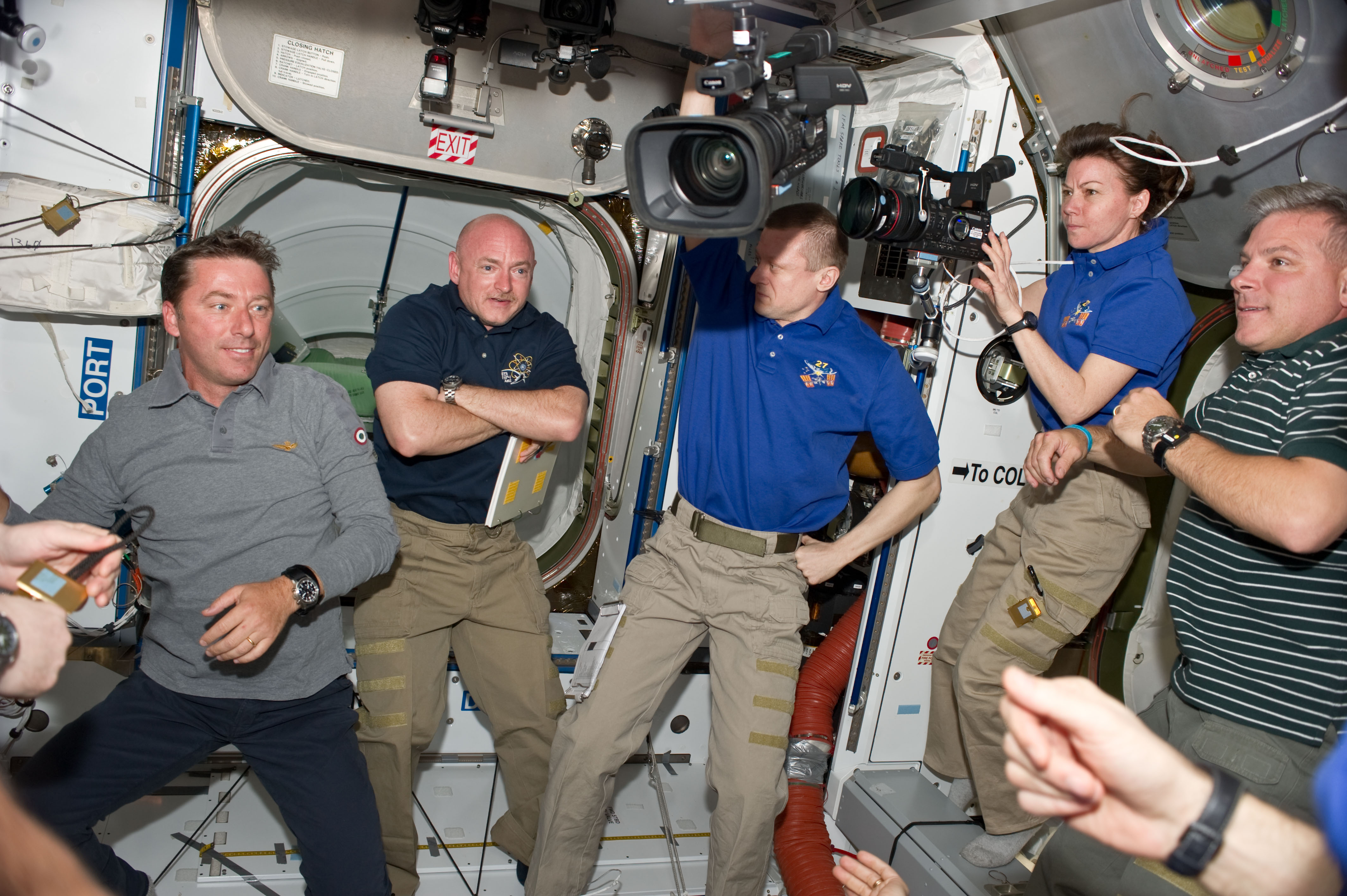
Dopo l'apertura del portello, l'equipaggio della Expedition 27 da il benvenuto ai membri dell'Endeavour all'interno del modulo Harmony.

Lo Space Shuttle ha utilizzato gli SSME 2048/2044/2058; ET-138 e
SRB: 137/Bi144/RSRM 112.
Sono state completate quattro attività extraveicolari.
Nell'ultima missione dello Space Shuttle Endeavour STS 134 l'astronauta Roberto Vittori ha portato nello spazio una piccola balestra (denominata Petra de Burgo in onore al più illustre cittadino di Sansepolcro: Piero della Francesca che si firmava Petro de Burgo), con la quale ha eseguito dei tiri dimostrativi in assenza di gravità, in omaggio al Palio della Balestra, principale manifestazione storica della città nella quale abita con la famiglia.

### 17 maggio (2º giorno)

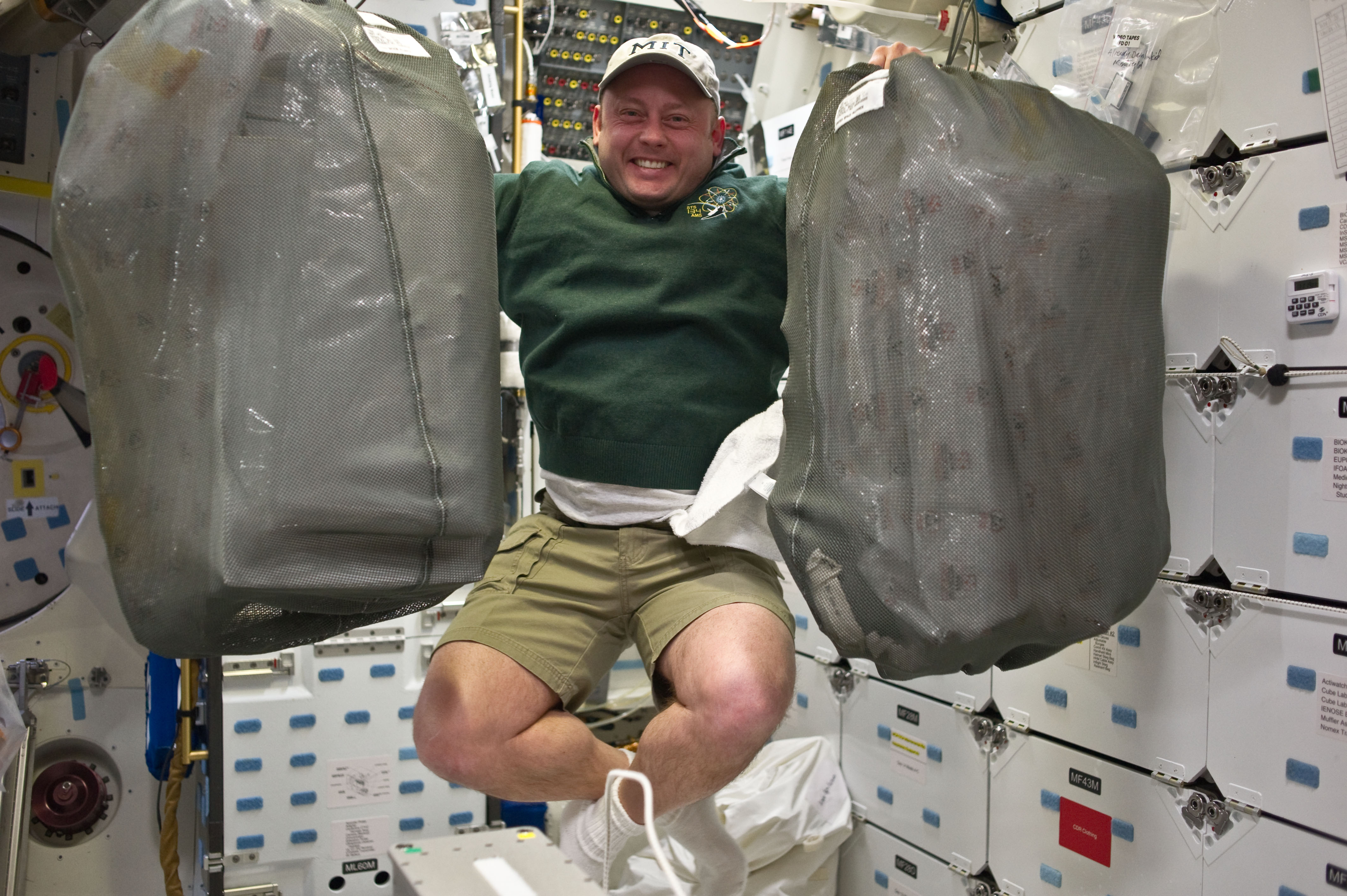
Mike Fincke all'interno dell'Endeavour mostra gli effetti della microgravità, come lo spostamento di materiali pesanti senza difficoltà

### 18 maggio (3º giorno)

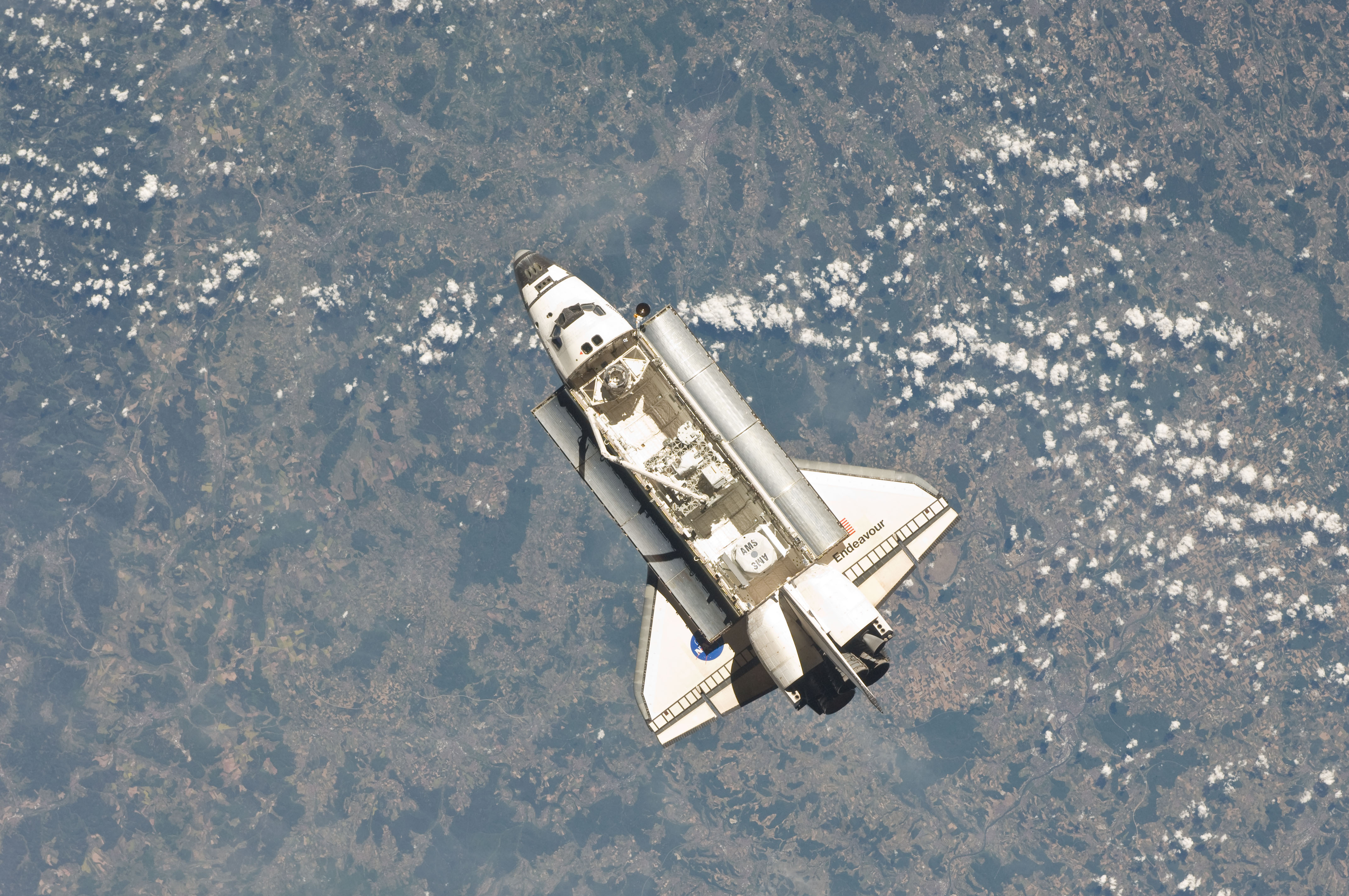
L'Endeavour in avvicinamento alla stazione spaziale

### 19 maggio (4º giorno)

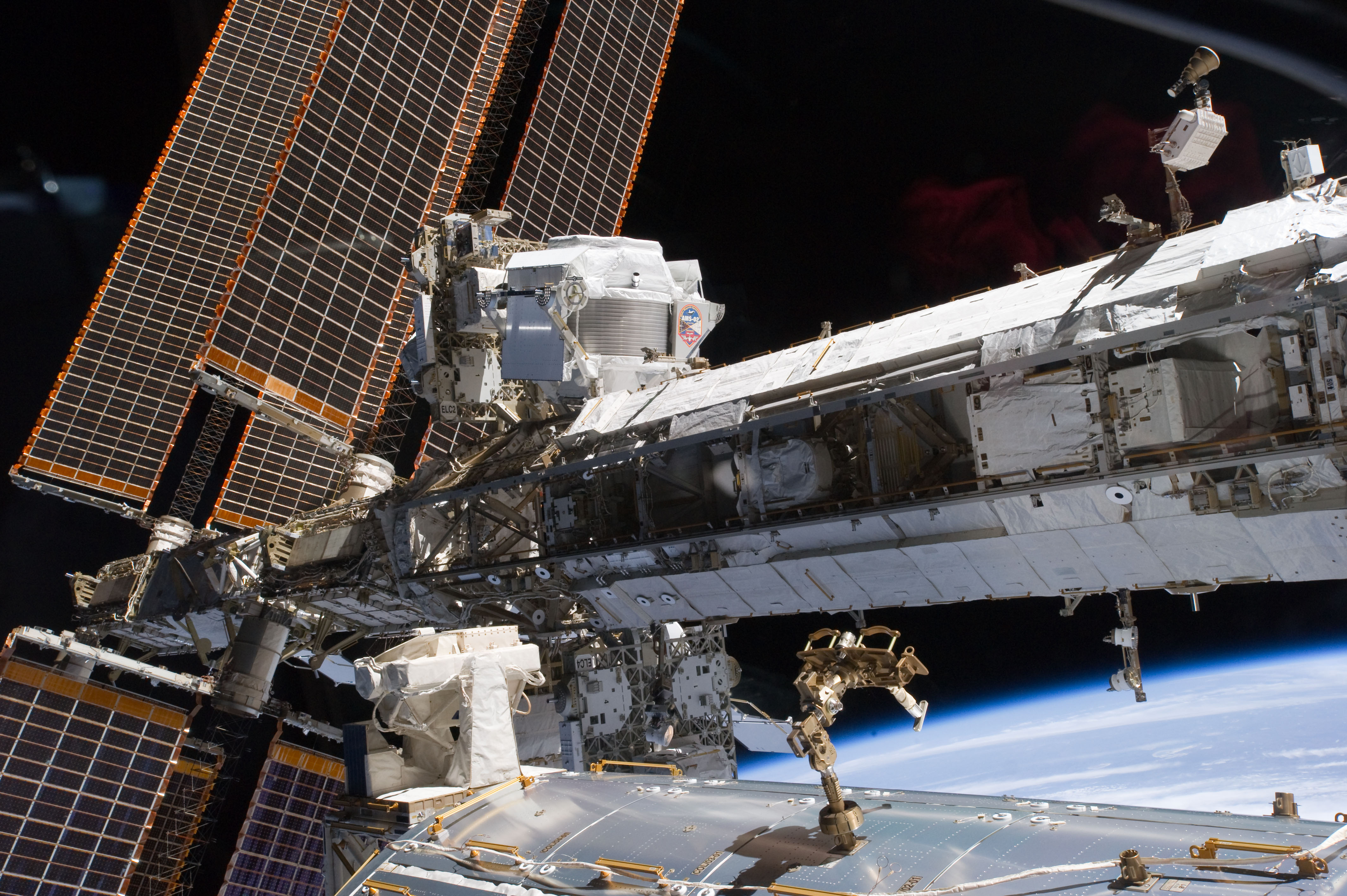
I segmenti di tribordo della stazione spaziale con l'AMS-2 installato

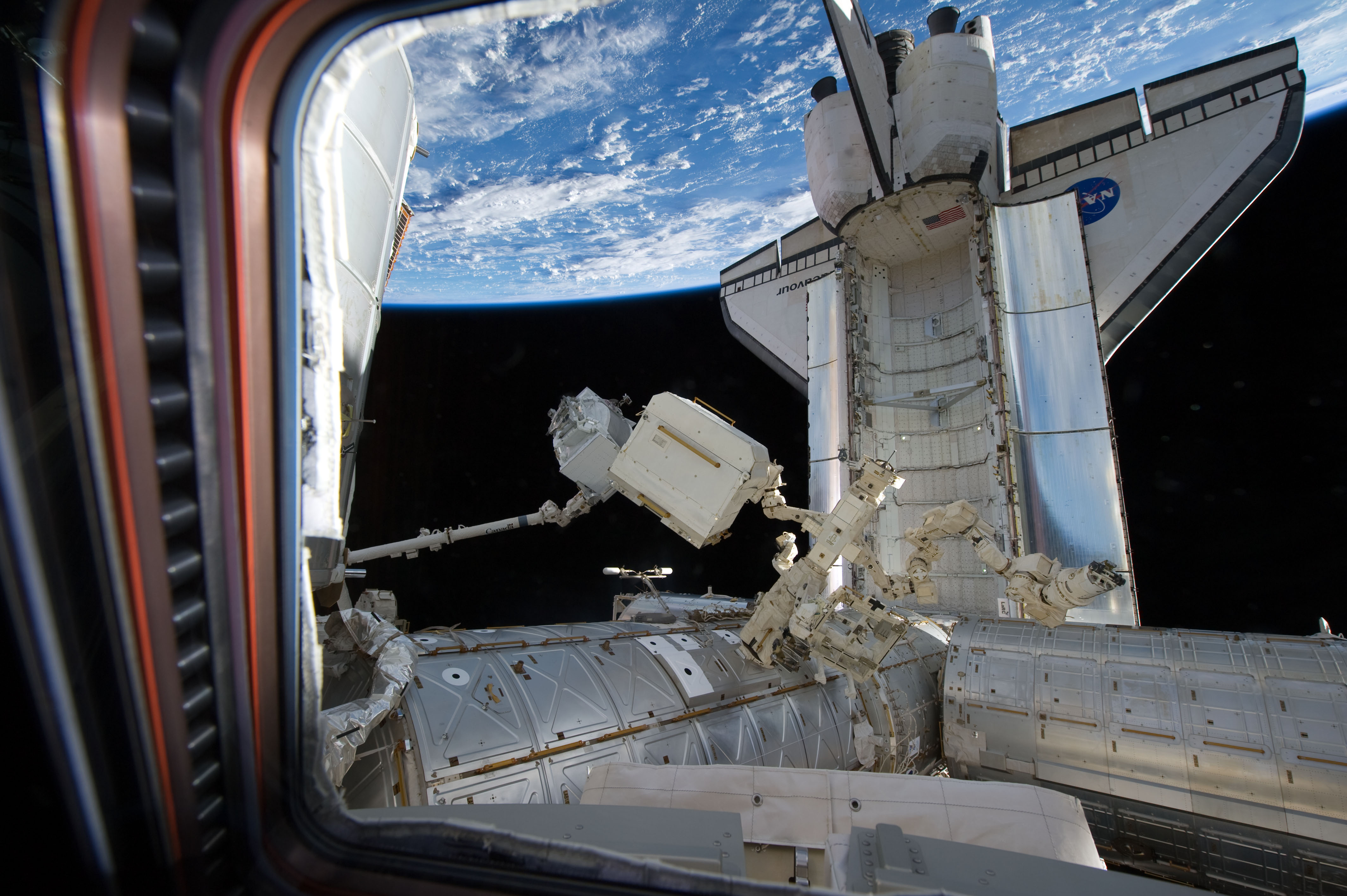
Il braccio robotico della stazione spaziale trasferisce l'Alpha Magnetic Spectrometer
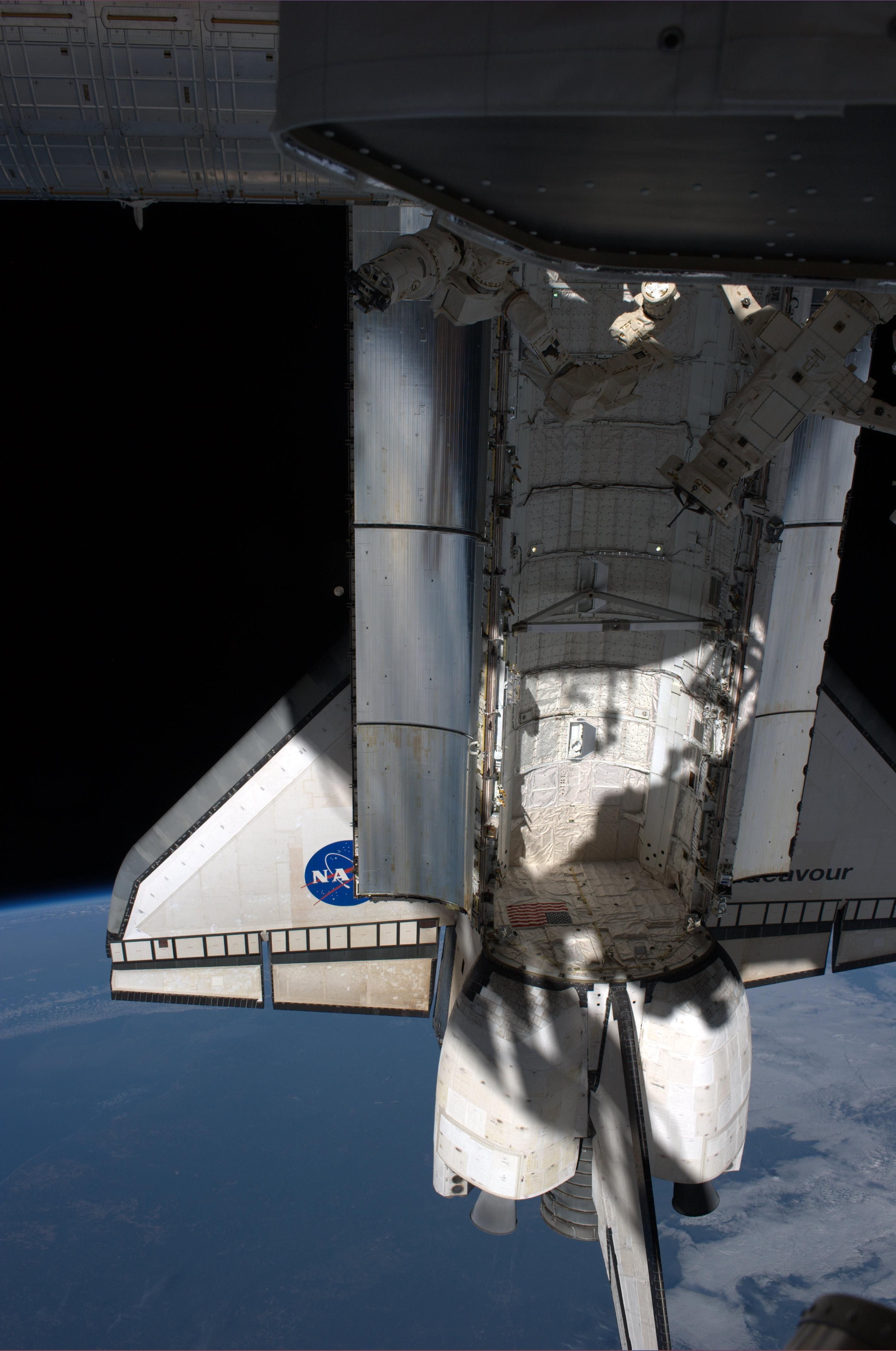
L'Endeavour attraccato alla stazione spaziale
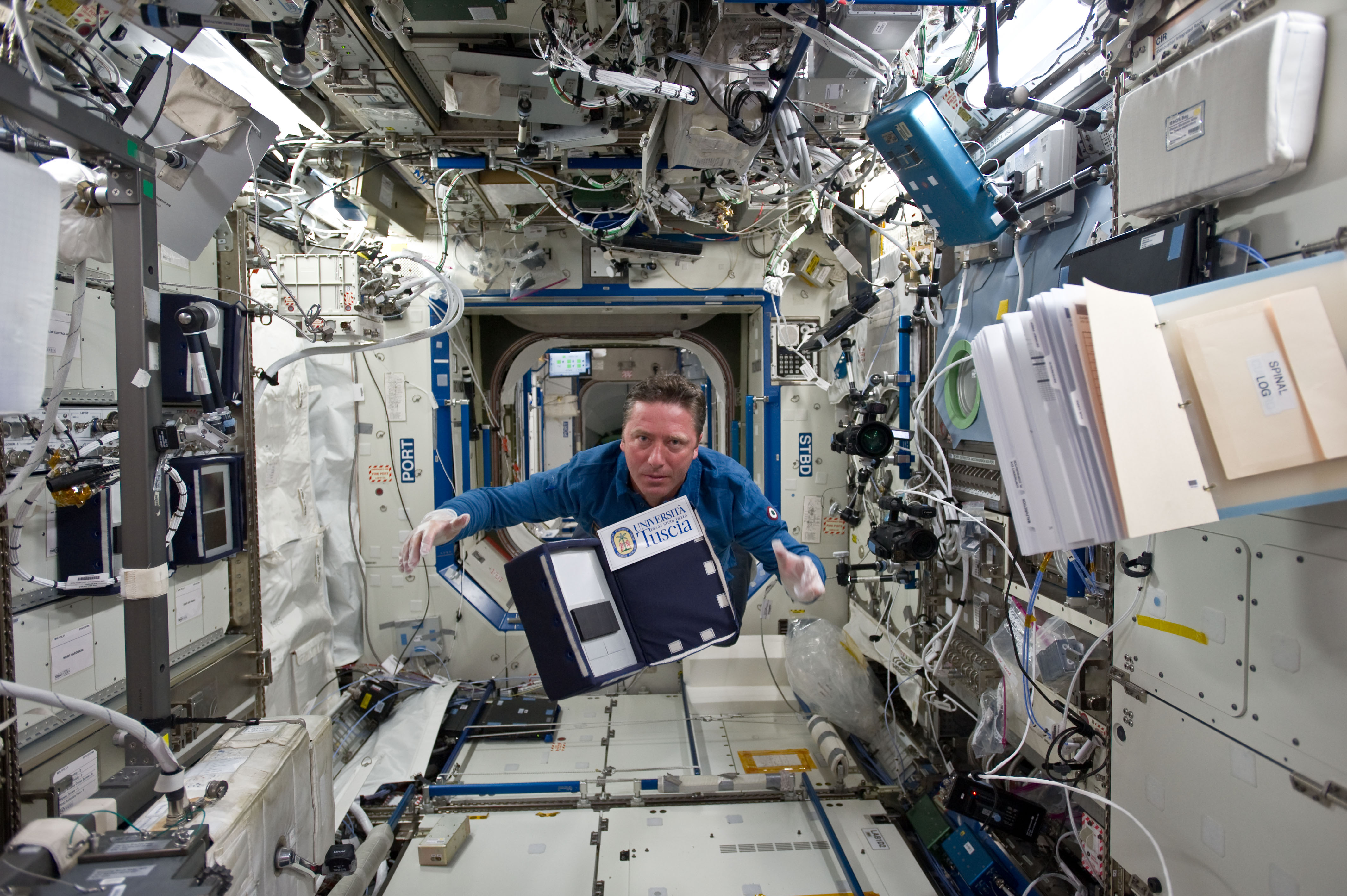
Roberto Vittori fluttua nel laboratorio Destiny

### 20 maggio (5º giorno)

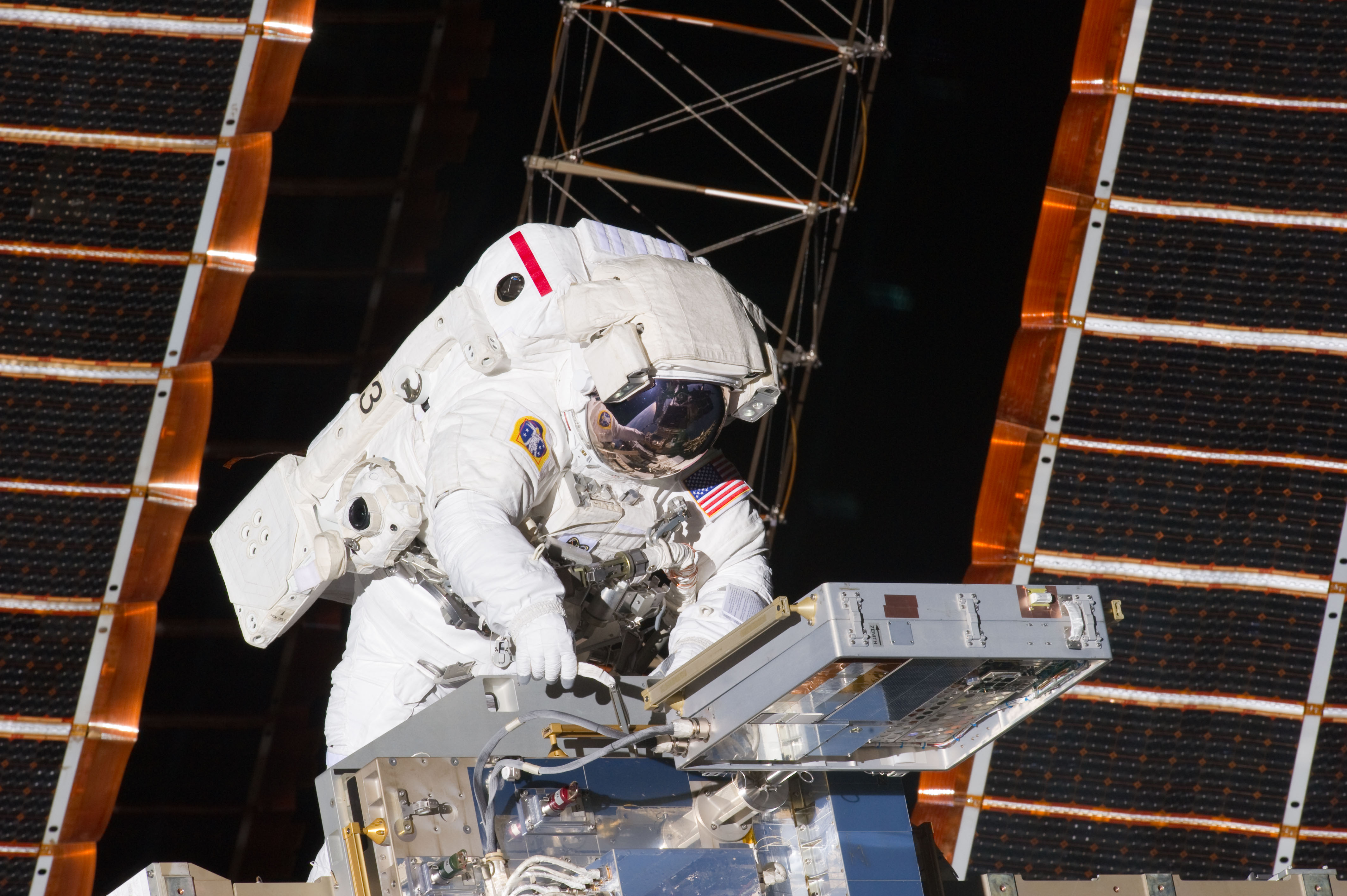
L'astronauta Andrew Feustel durante la prima passeggiata spaziale
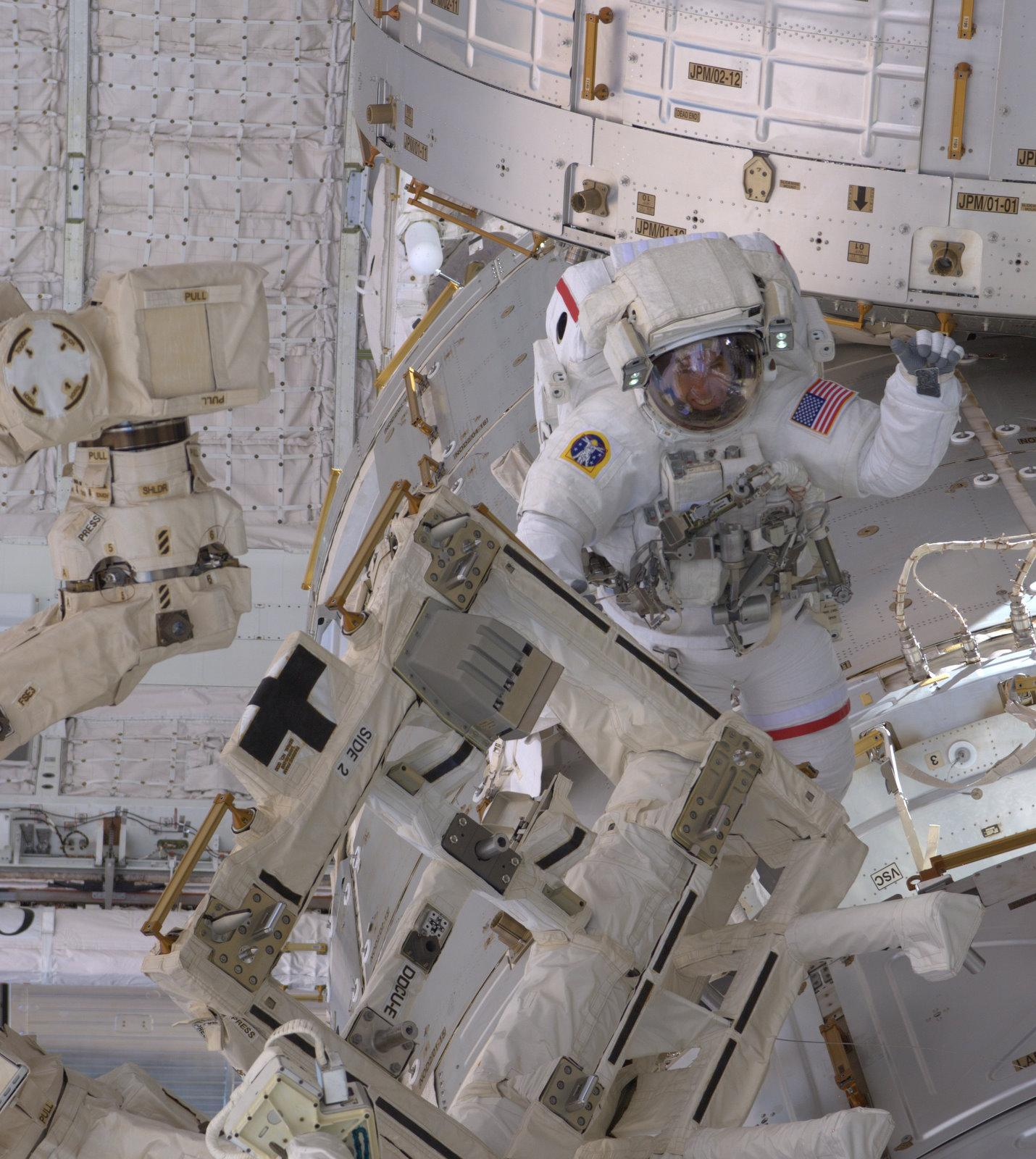
L'astronauta Andrew Feustel durante la prima passeggiata spaziale
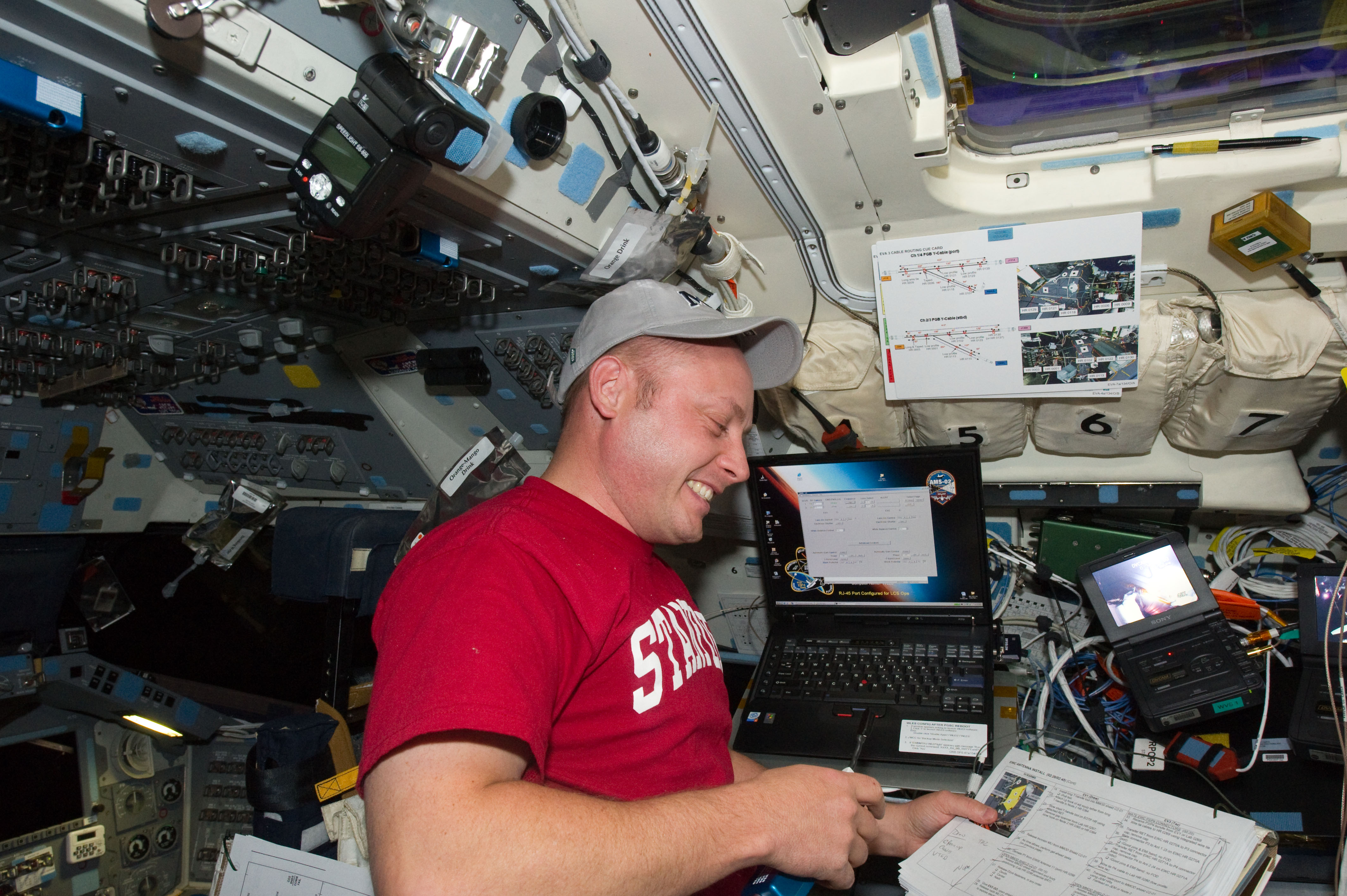
Michael Fincke sul ponte di volo dell'Endeavour coordina le attività di Feustel e Chamitoff
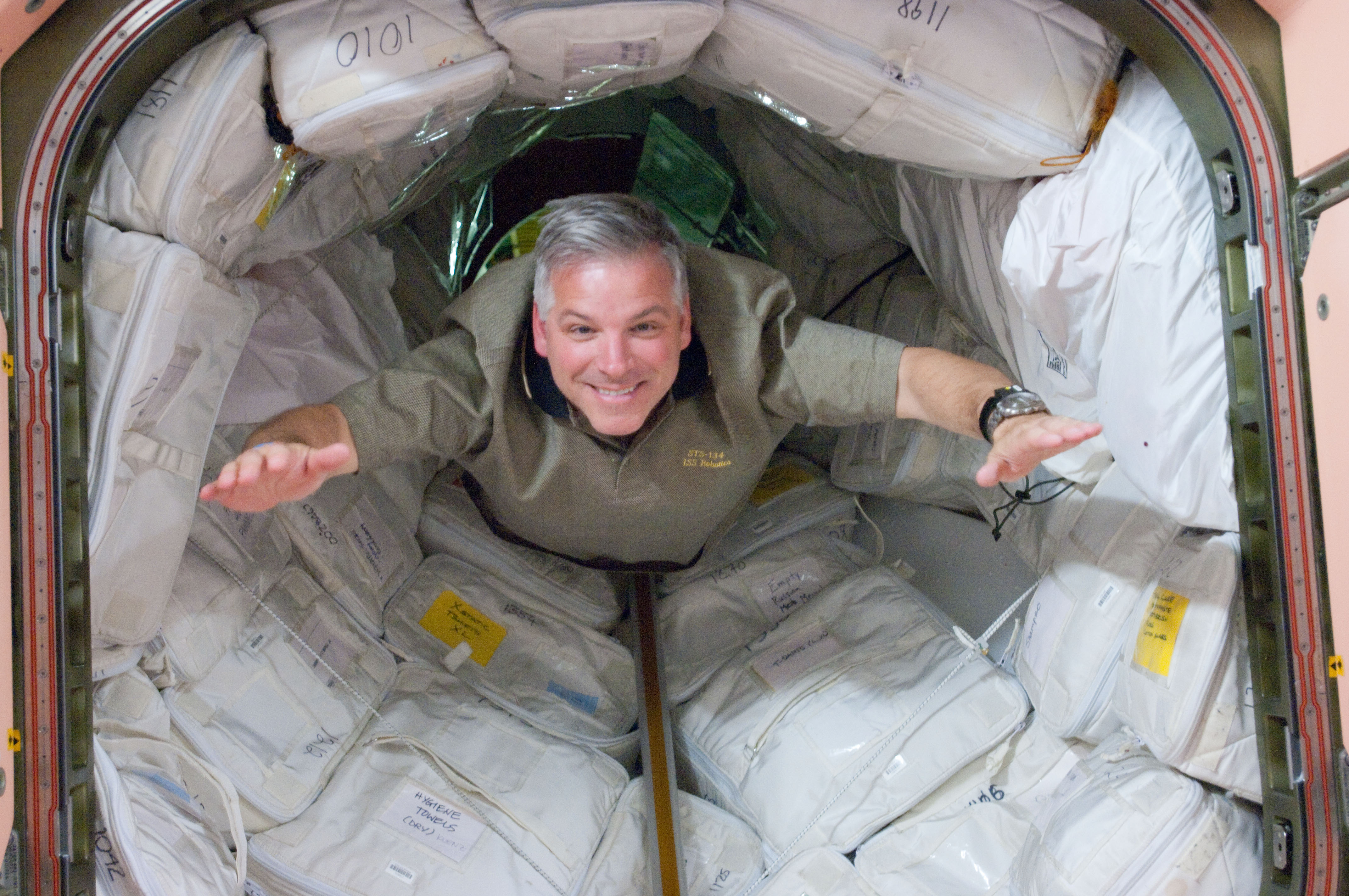
Il pilota Greg Johnson

### 21 maggio (6º giorno)

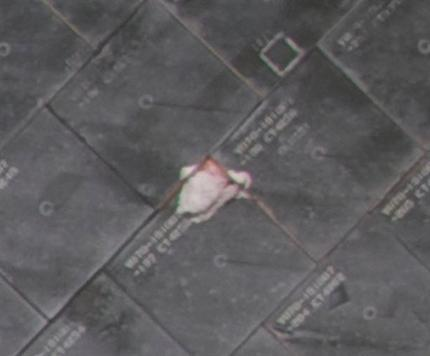
Una mattonella dello scudo termico dell'Endeavour danneggiata

### 22 maggio (7º giorno)

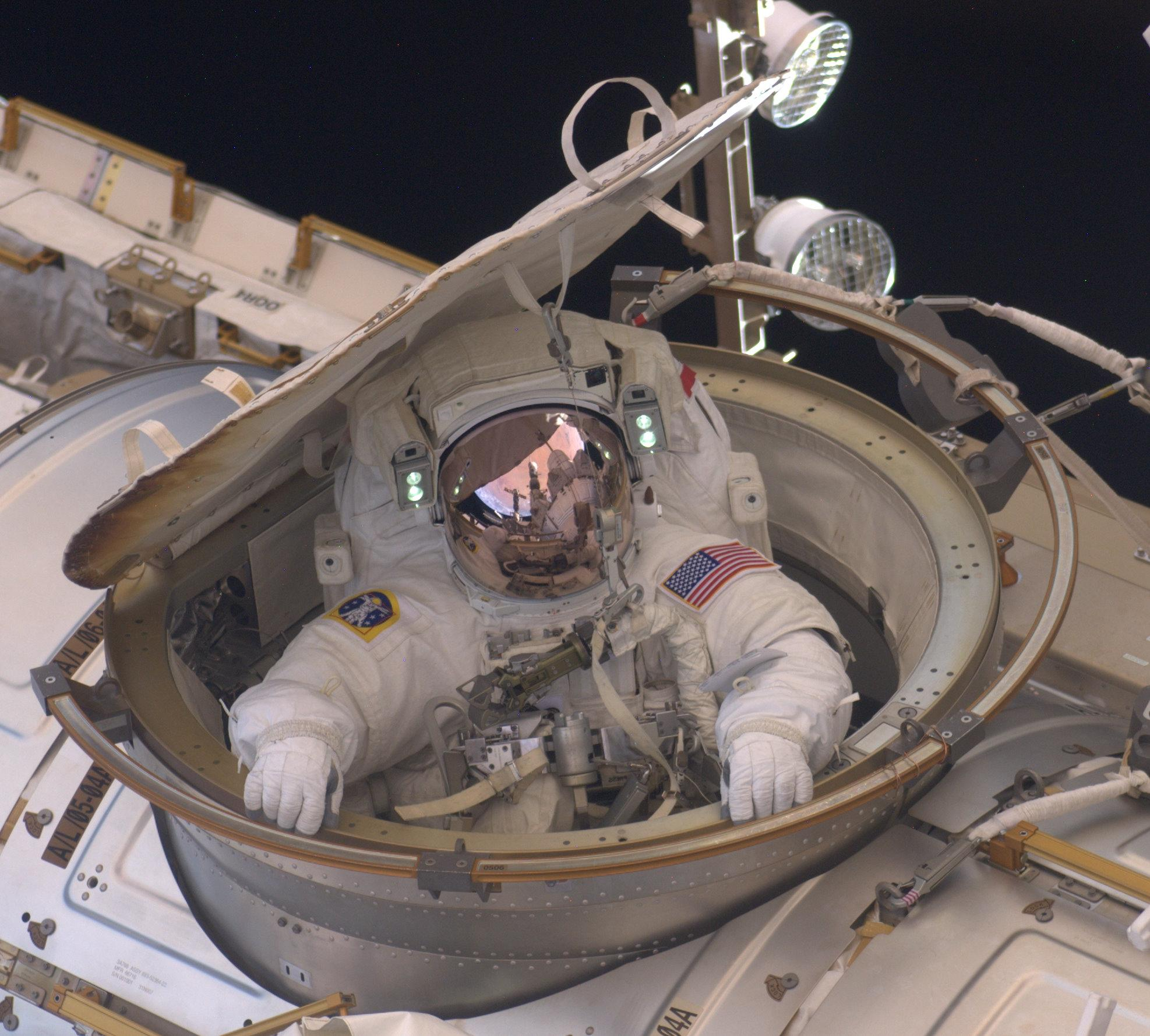
Feustel durante la seconda passeggiata spaziale

### 23 maggio (8º giorno)

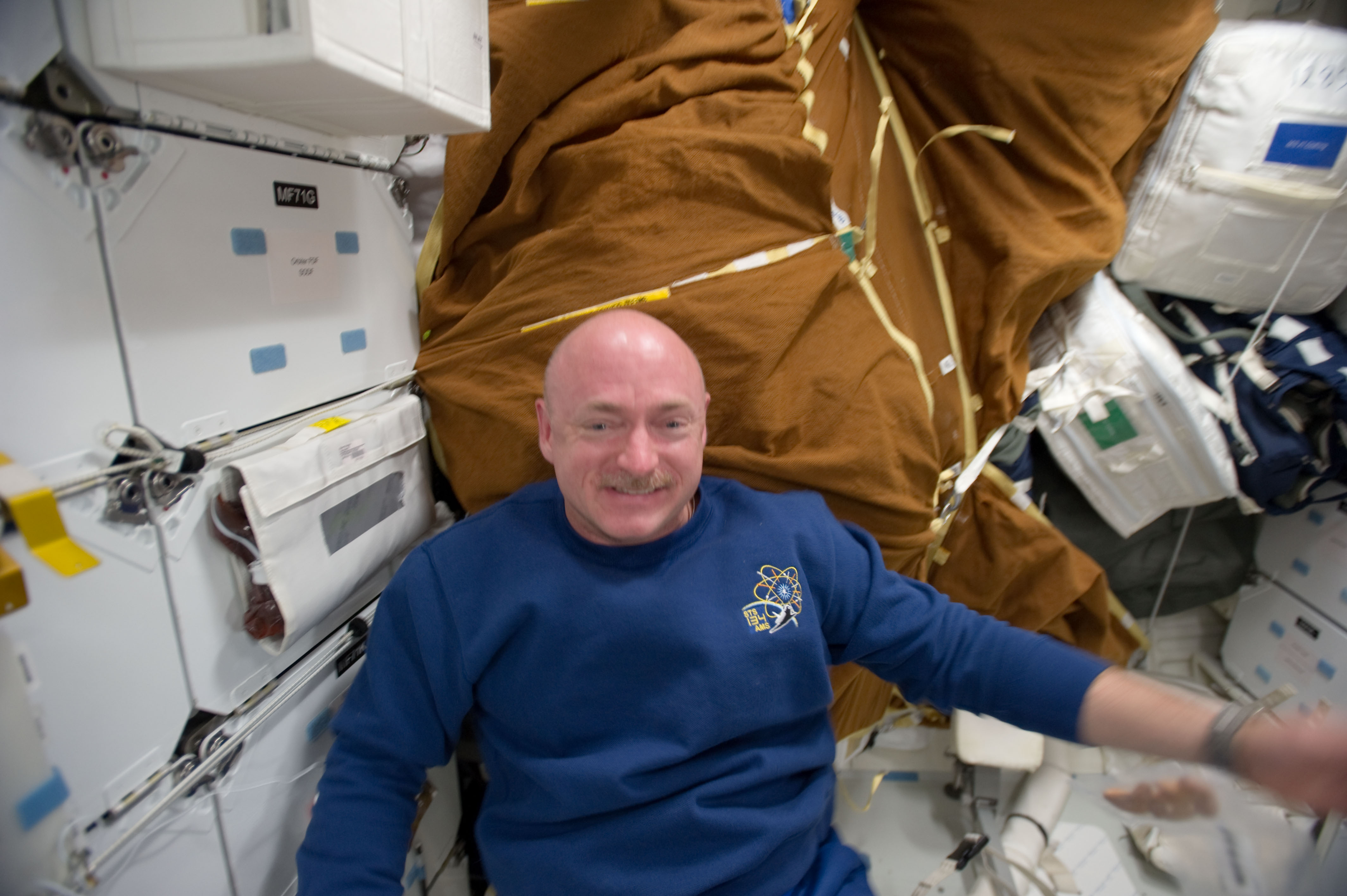
Il comandante della missione STS-134 Mark Kelly nel ponte intermedio dell'Endeavour

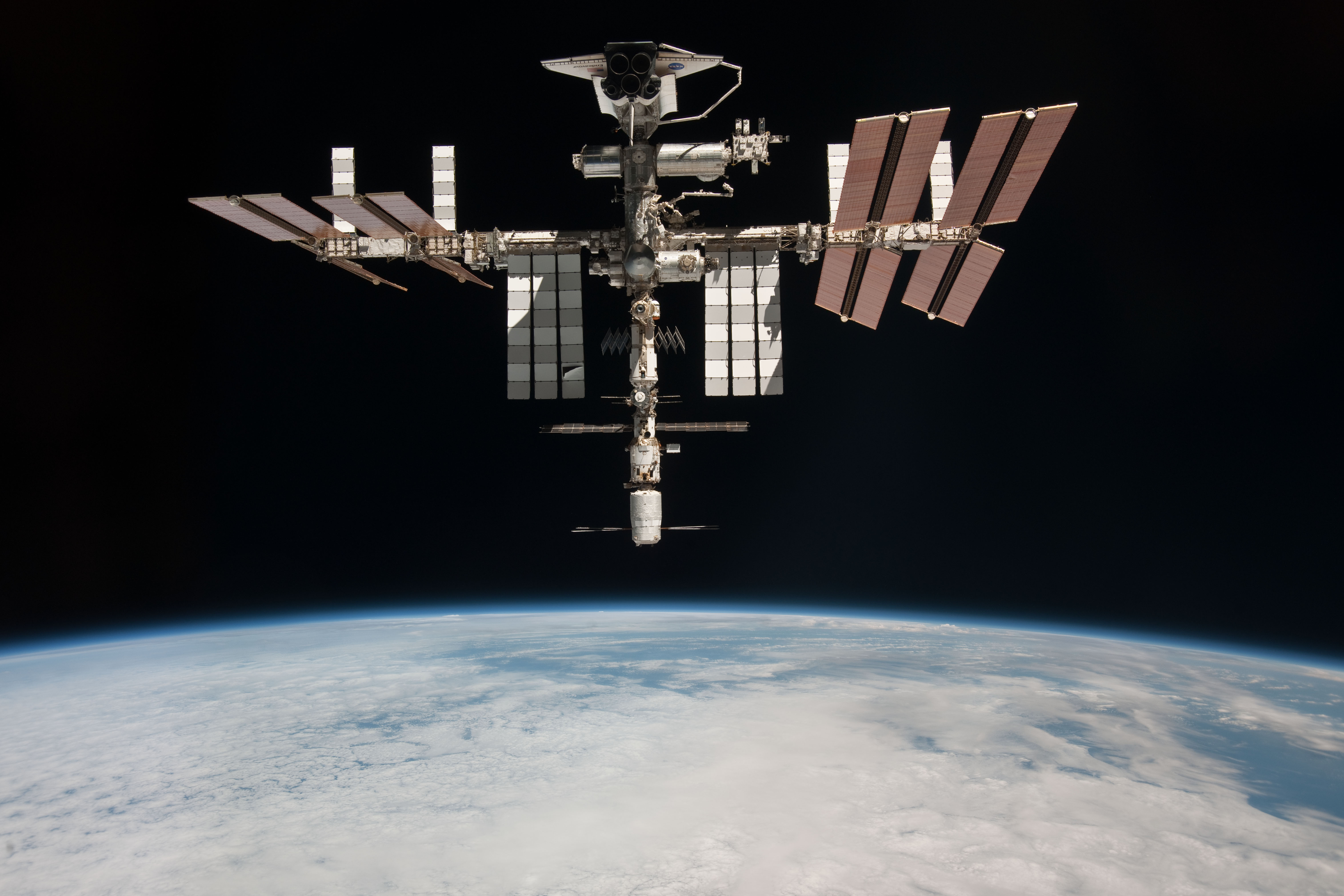
Fotografia della stazione spaziale e dello Shuttle Endeavour riprese dalla Sojuz TMA-20
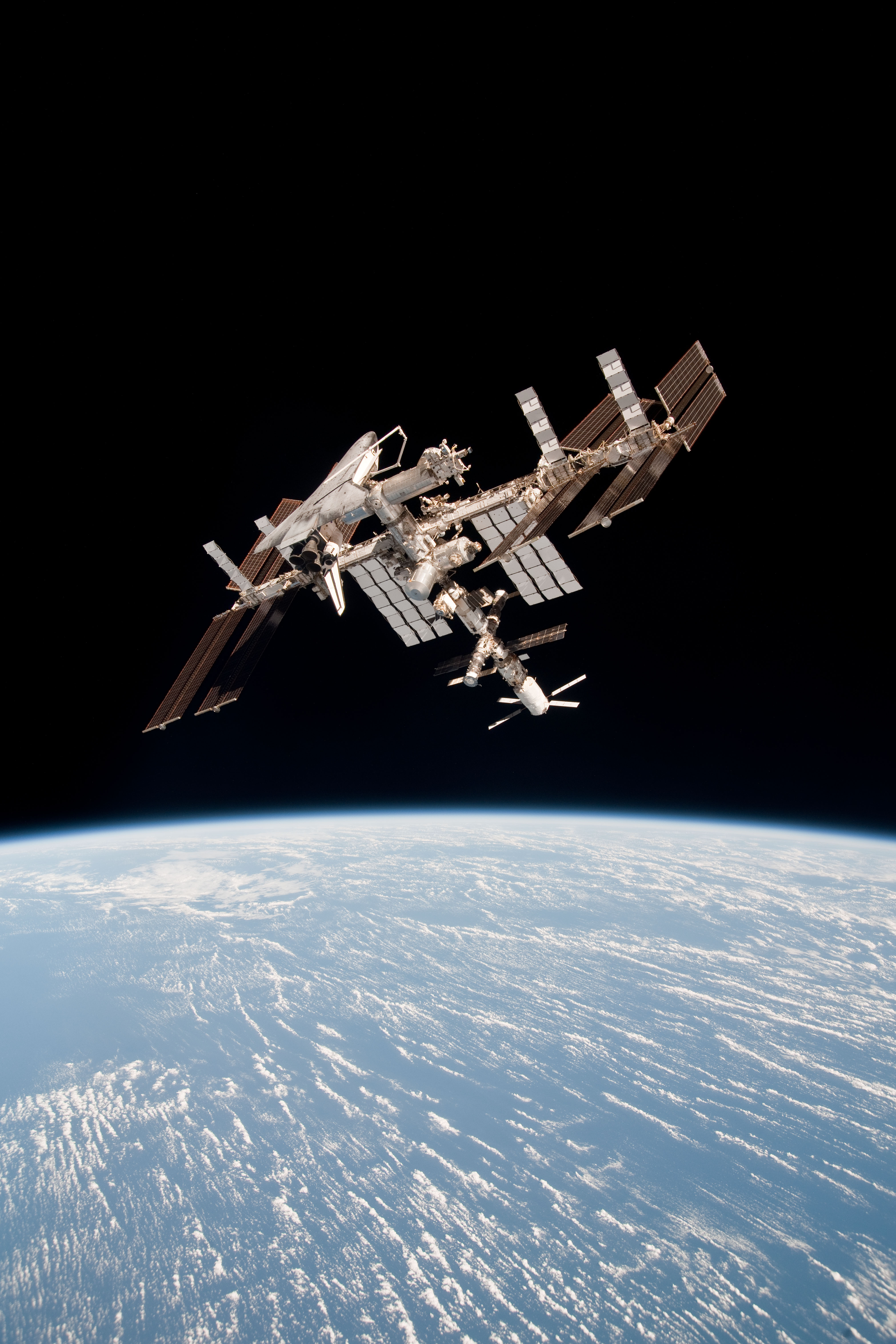
Fotografia della stazione spaziale e dello Shuttle Endeavour riprese dalla Sojuz TMA-20
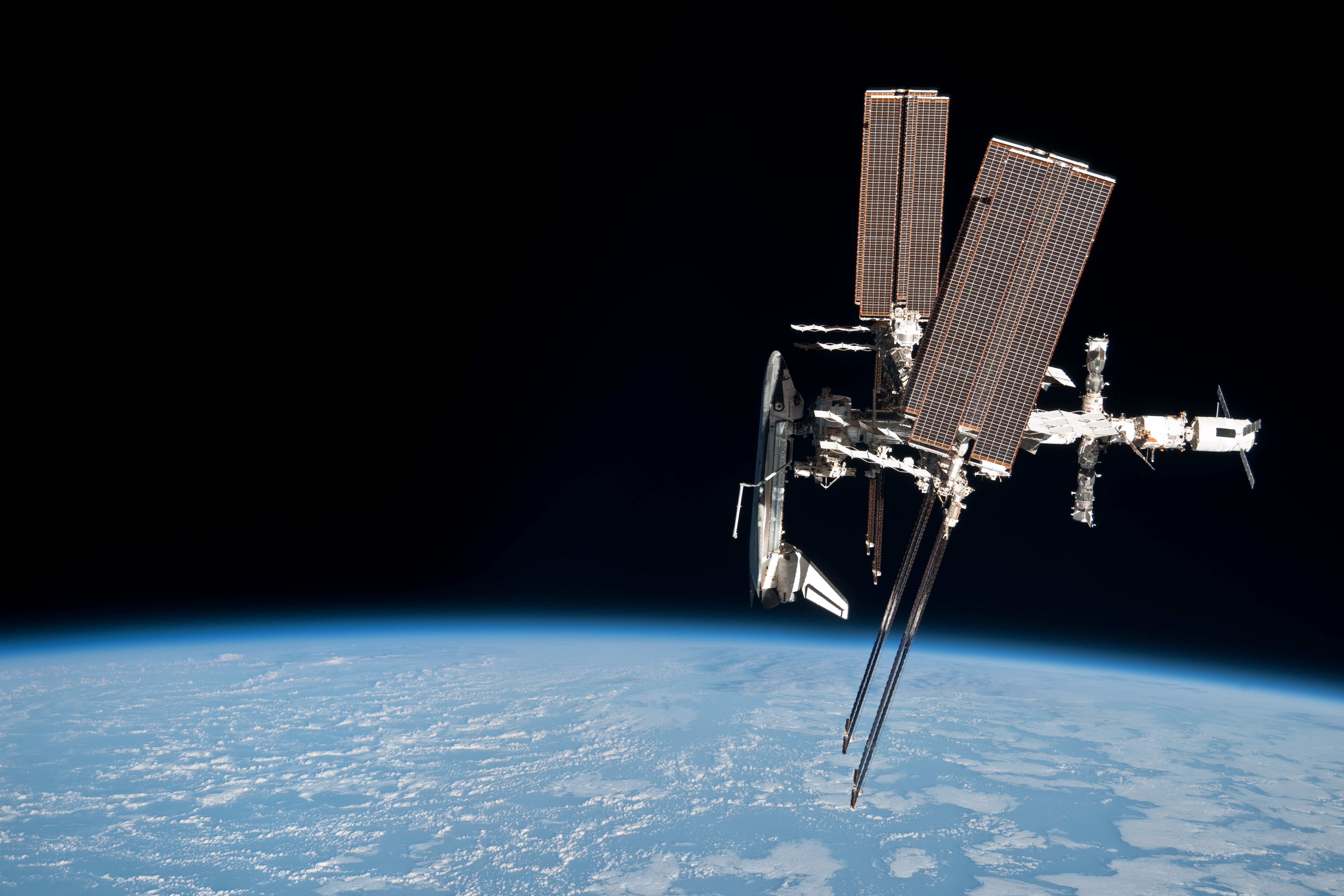
Fotografia della stazione spaziale e dello Shuttle Endeavour riprese dalla Sojuz TMA-20
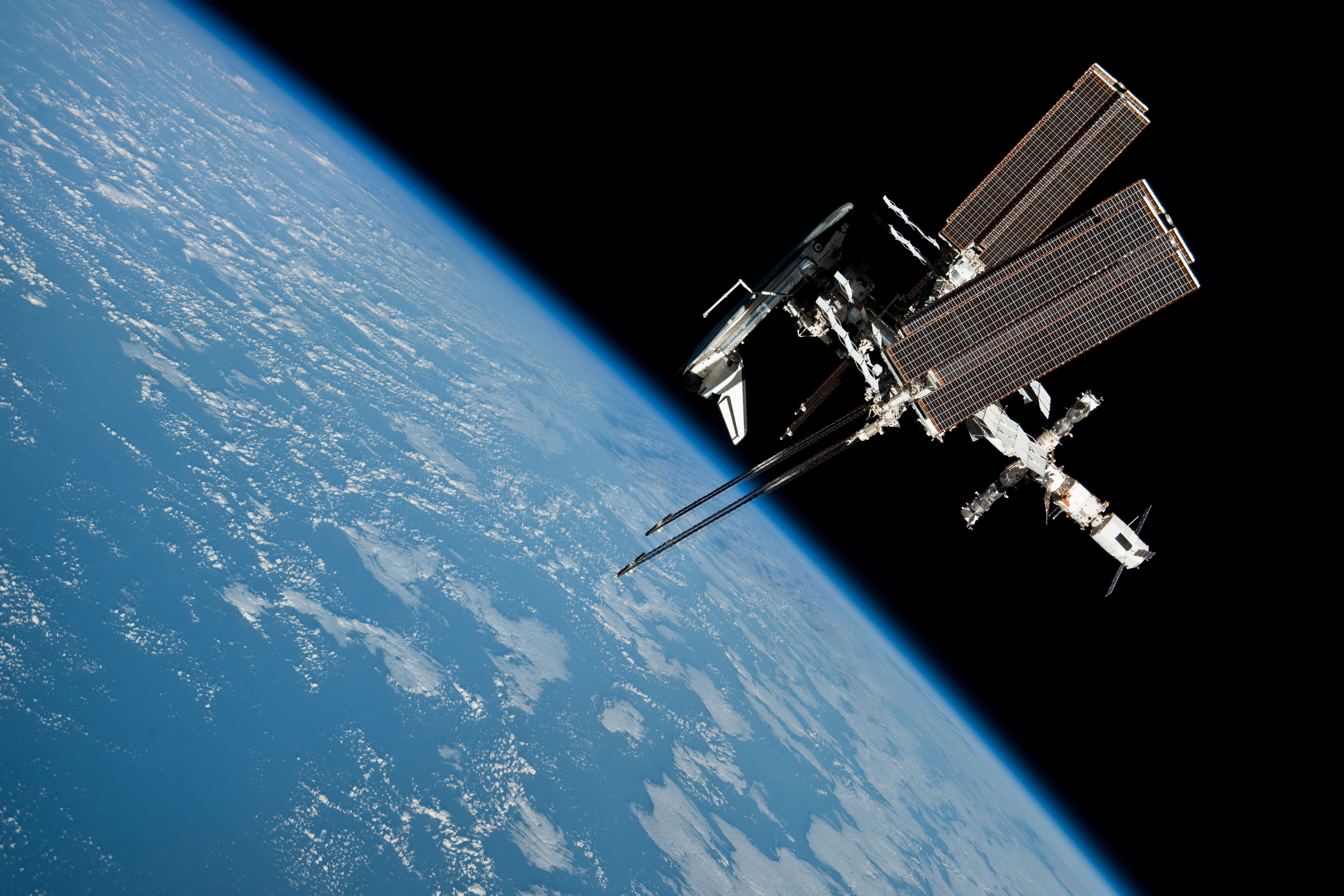
Fotografia della stazione spaziale e dello Shuttle Endeavour riprese dalla Sojuz TMA-20

### 24 maggio (9º giorno)

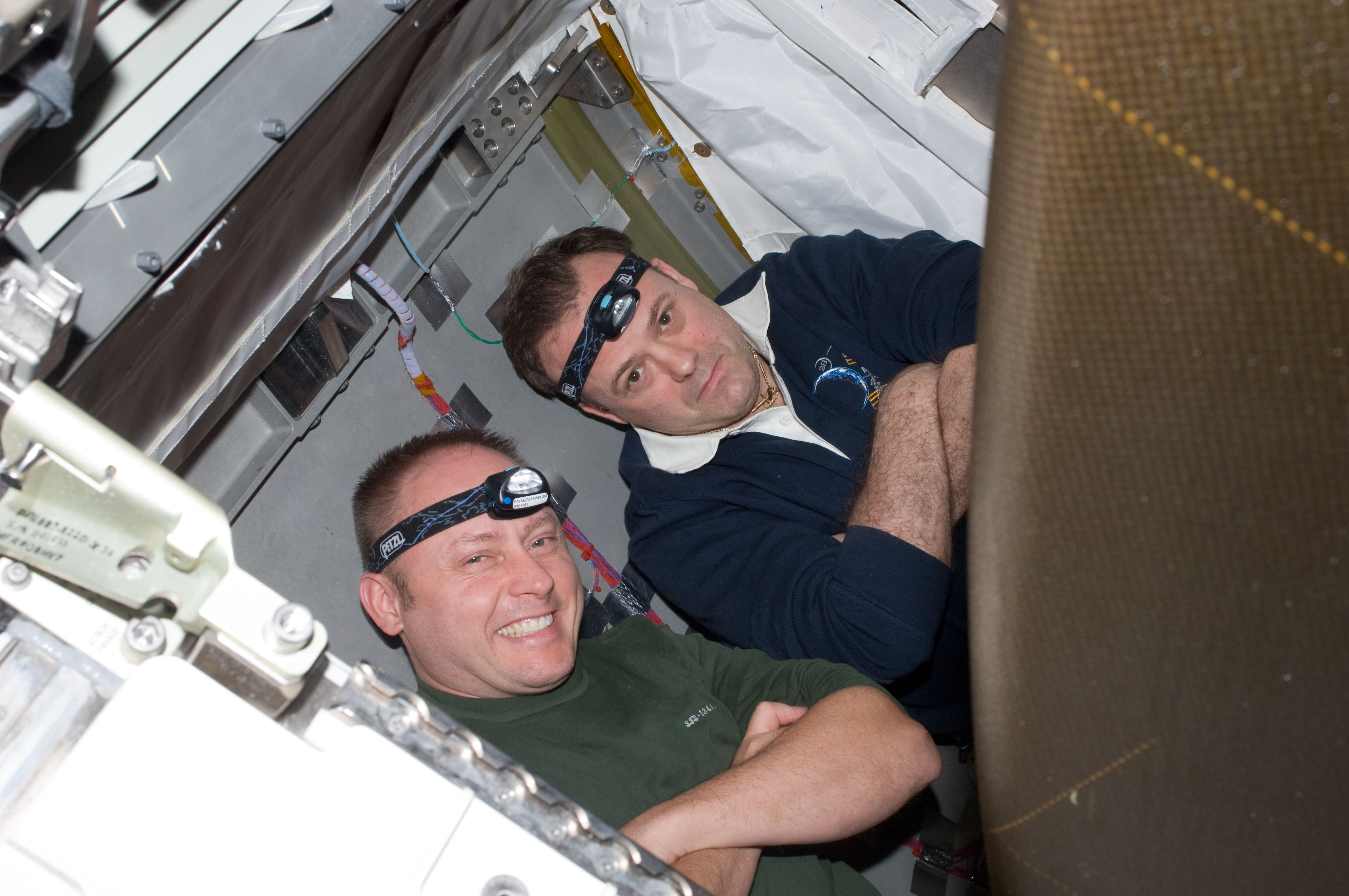
Michael Fincke (a sinistra) e Ron Garan dell'Expedition 28 posano per una foto

### 25 maggio (10º giorno)

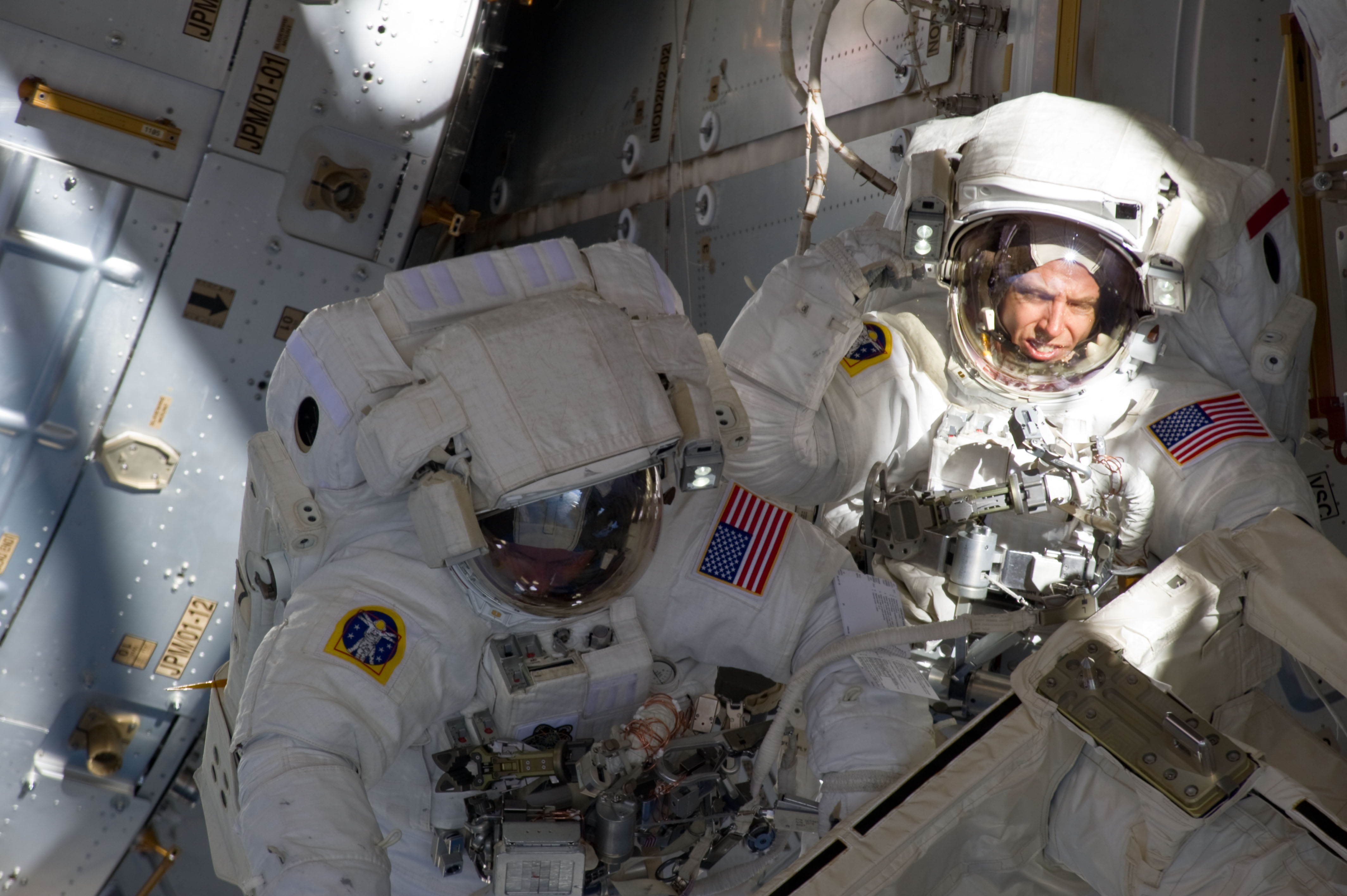
Gli astronauti Feustel (a destra) e Fincke durante la terza passeggiata spaziale
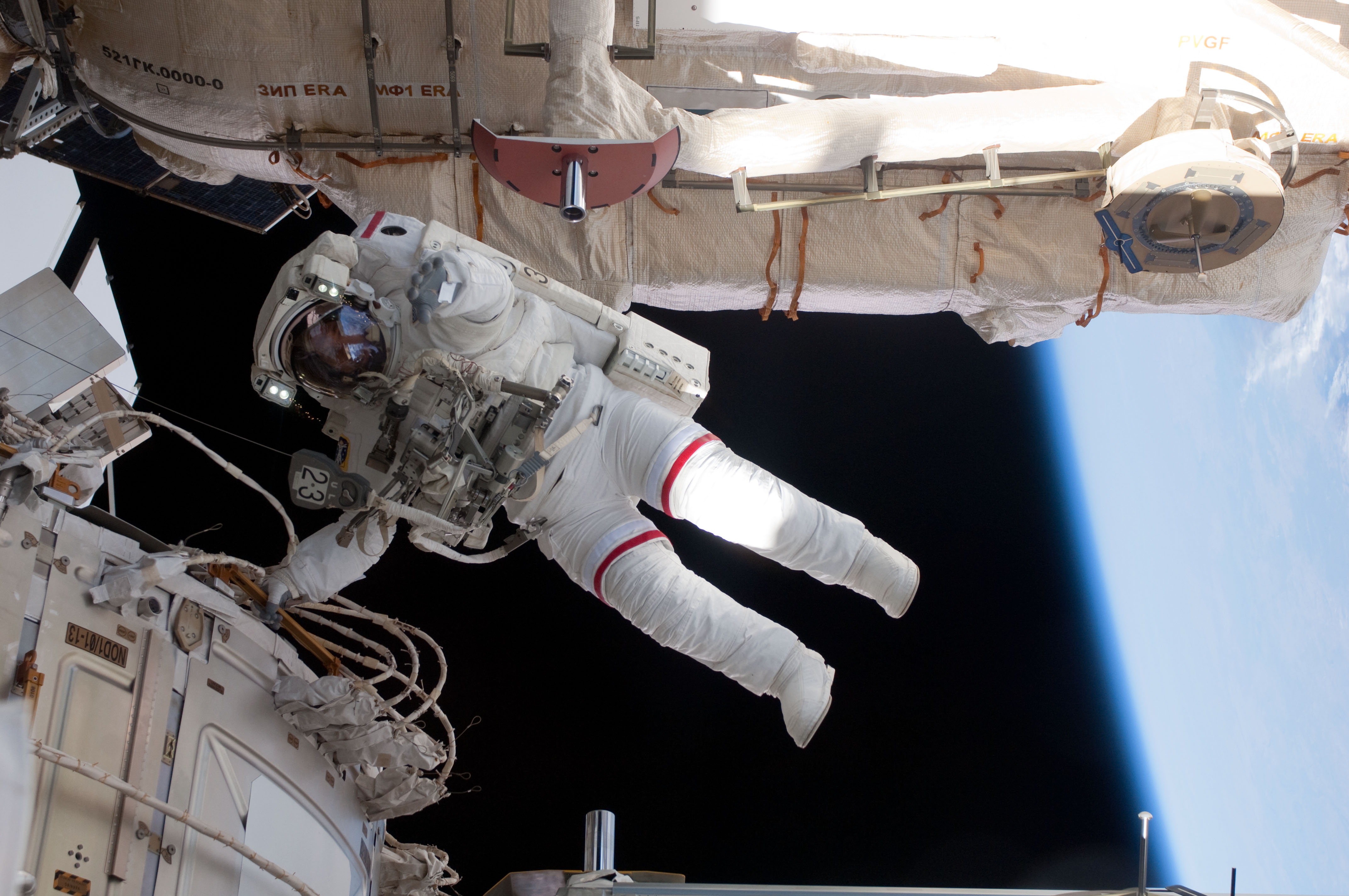
L'astronauta Feustel durante la terza passeggiata spaziale
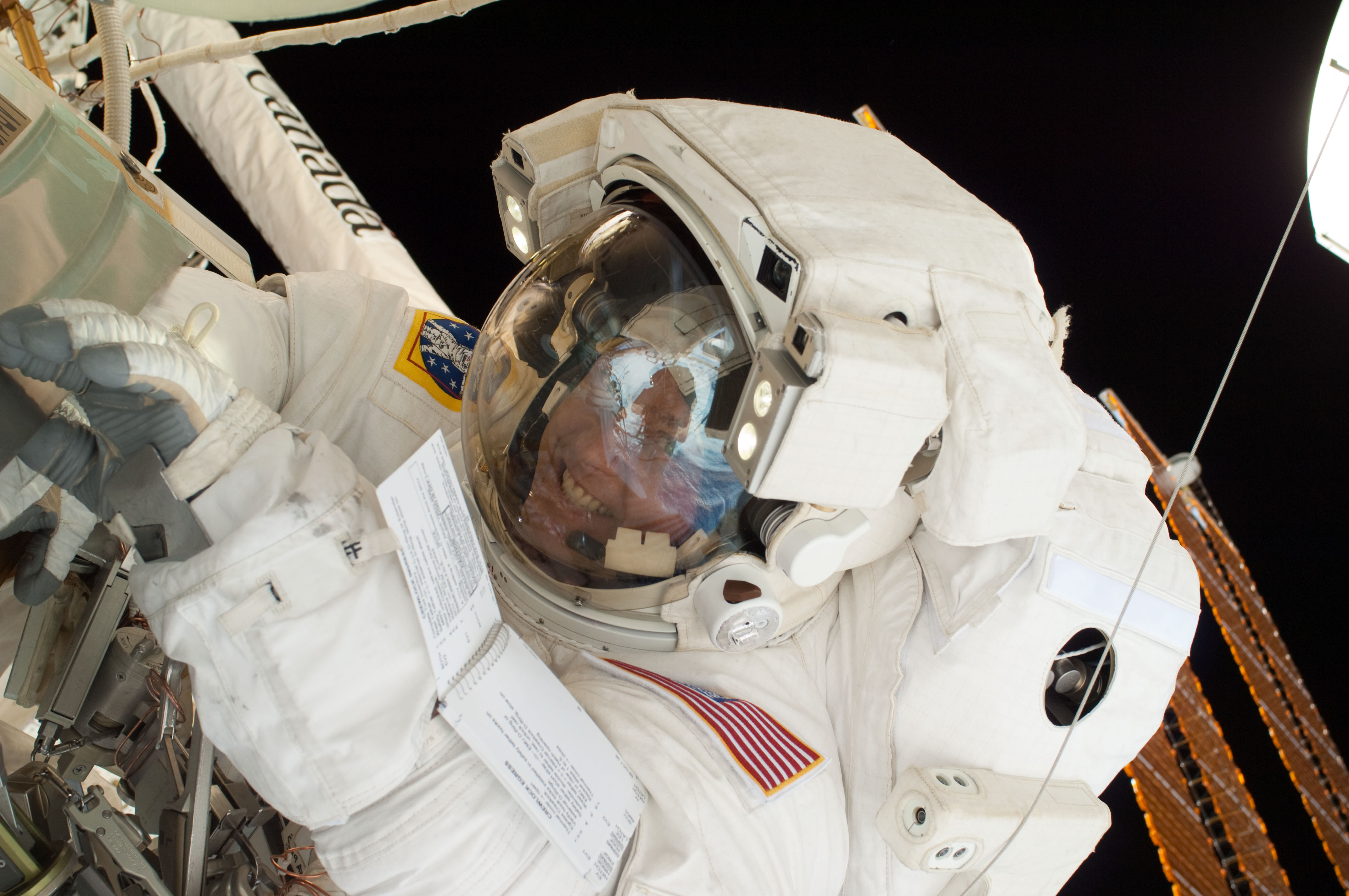
L'astronauta Fincke durante la terza passeggiata spaziale

### 26 maggio (11º giorno)

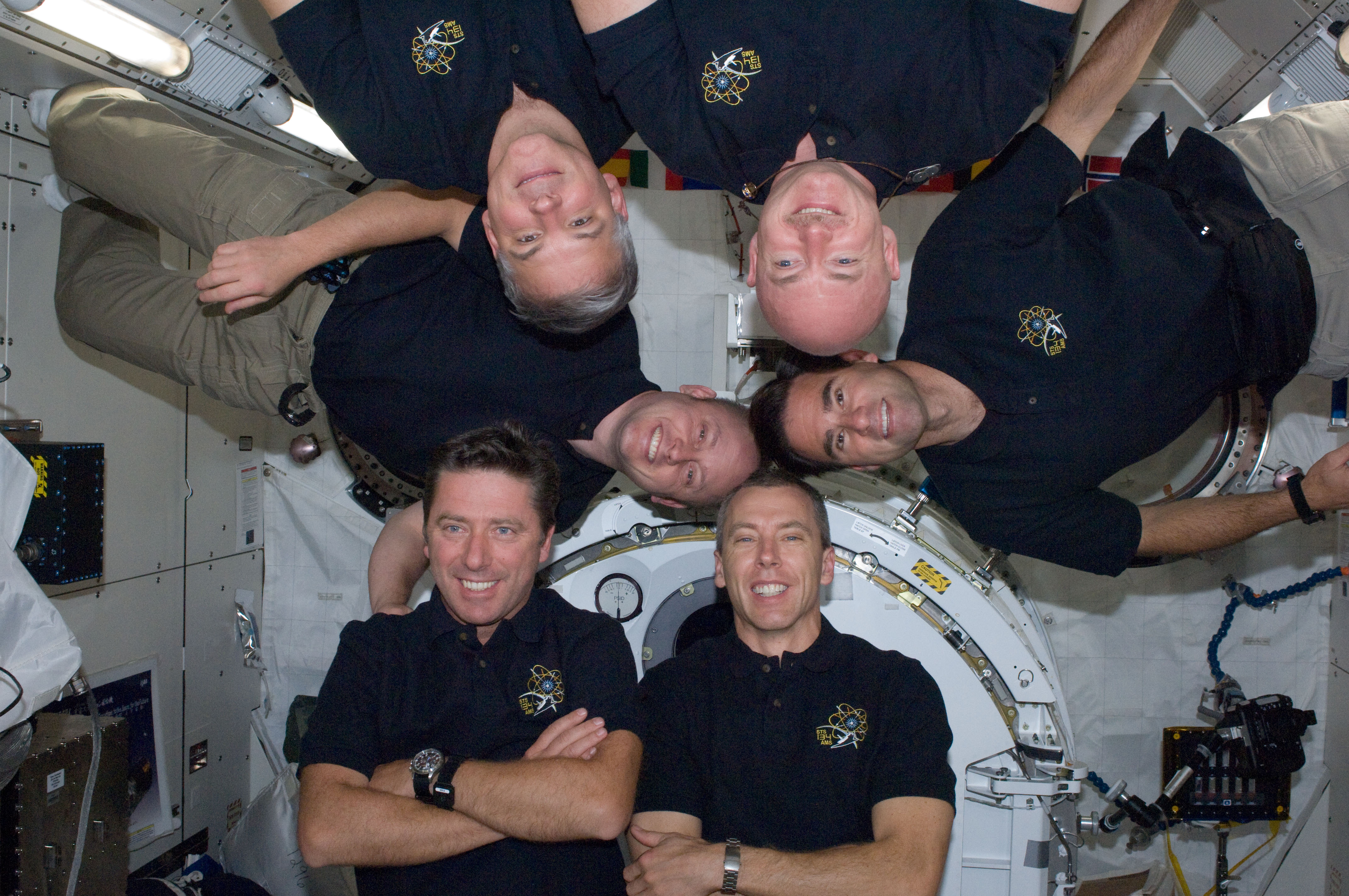
L'equipaggio della missione STS-134 posa per una foto di gruppo all'interno del modulo Kibo

### 27 maggio (12º giorno)

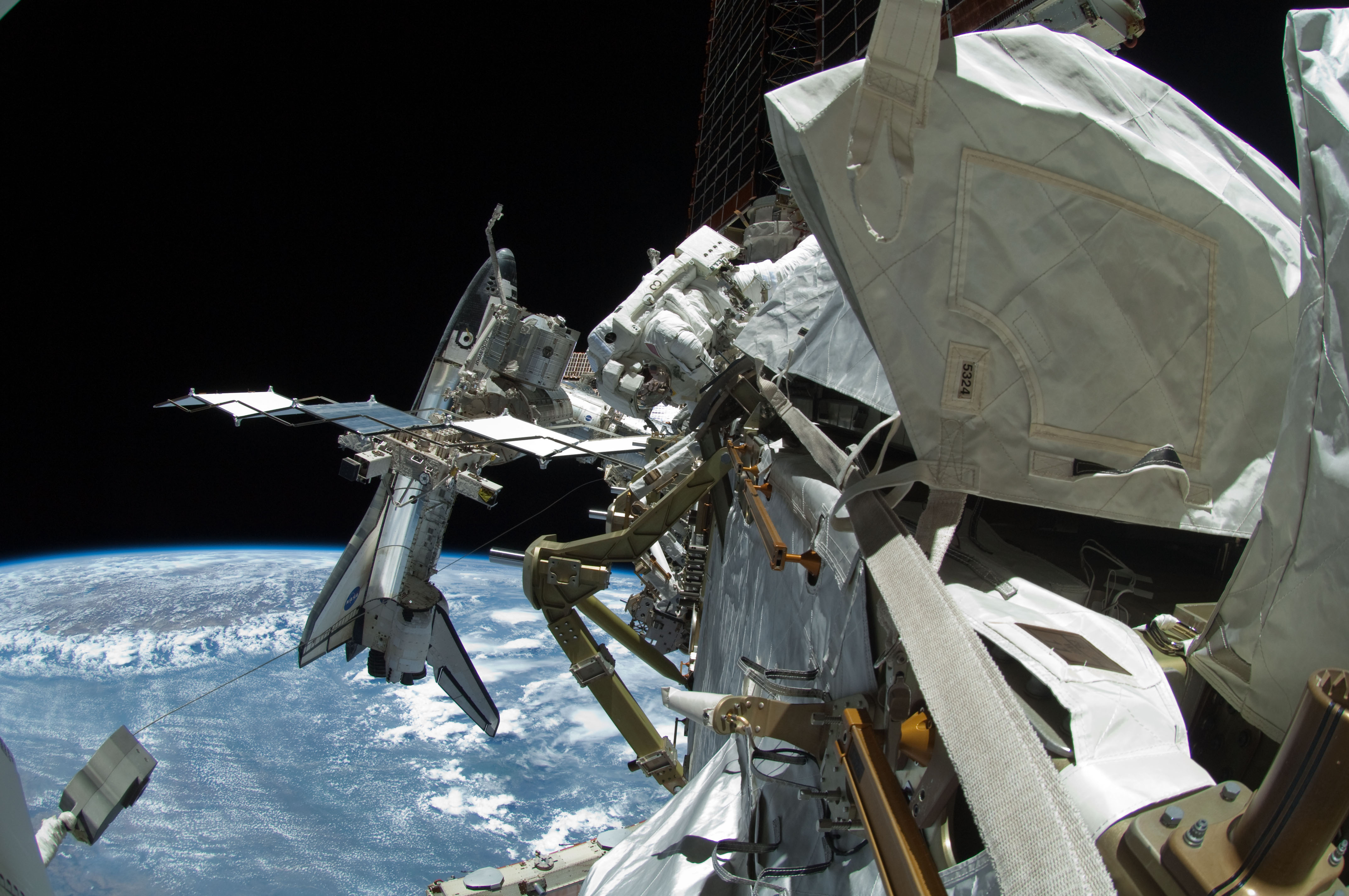
L'Endeavour attraccato alla stazione spaziale ripreso durante la quarta passeggiata spaziale

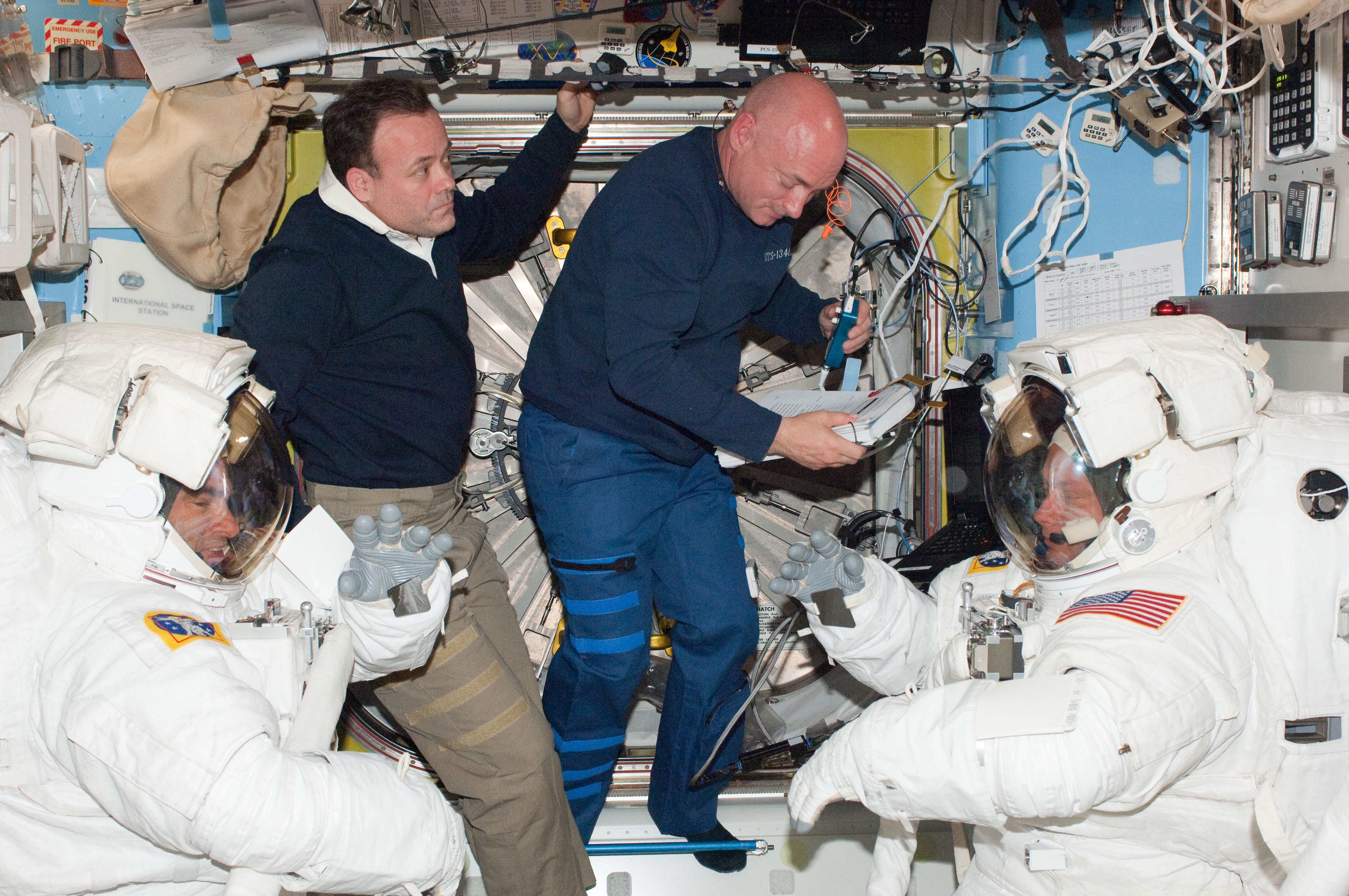
Preparativi alla quarta passeggiata spaziale all'interno del Joint Airlock
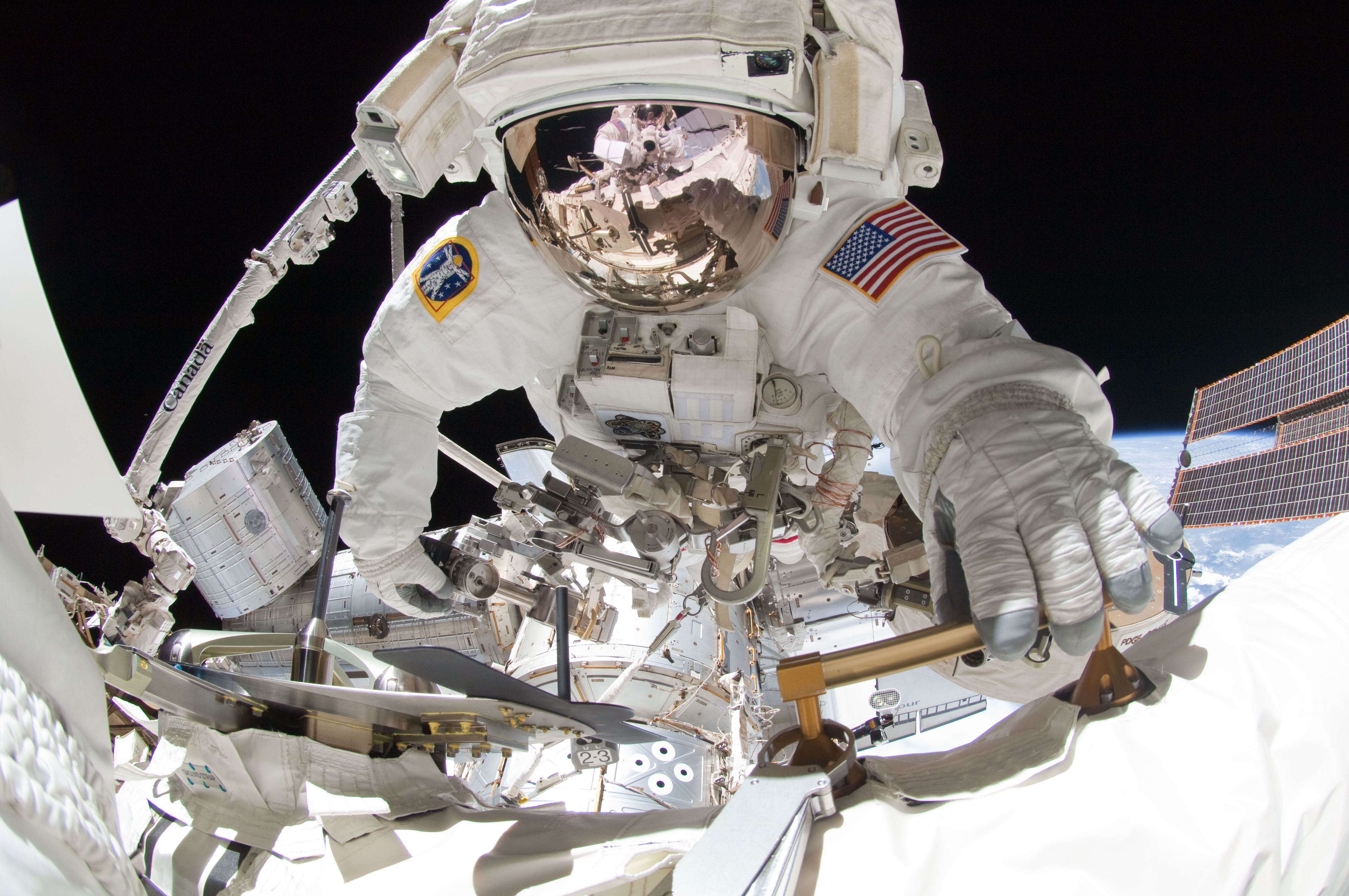
L'astronauta Chamitoff durante la quarta passeggiata spaziale
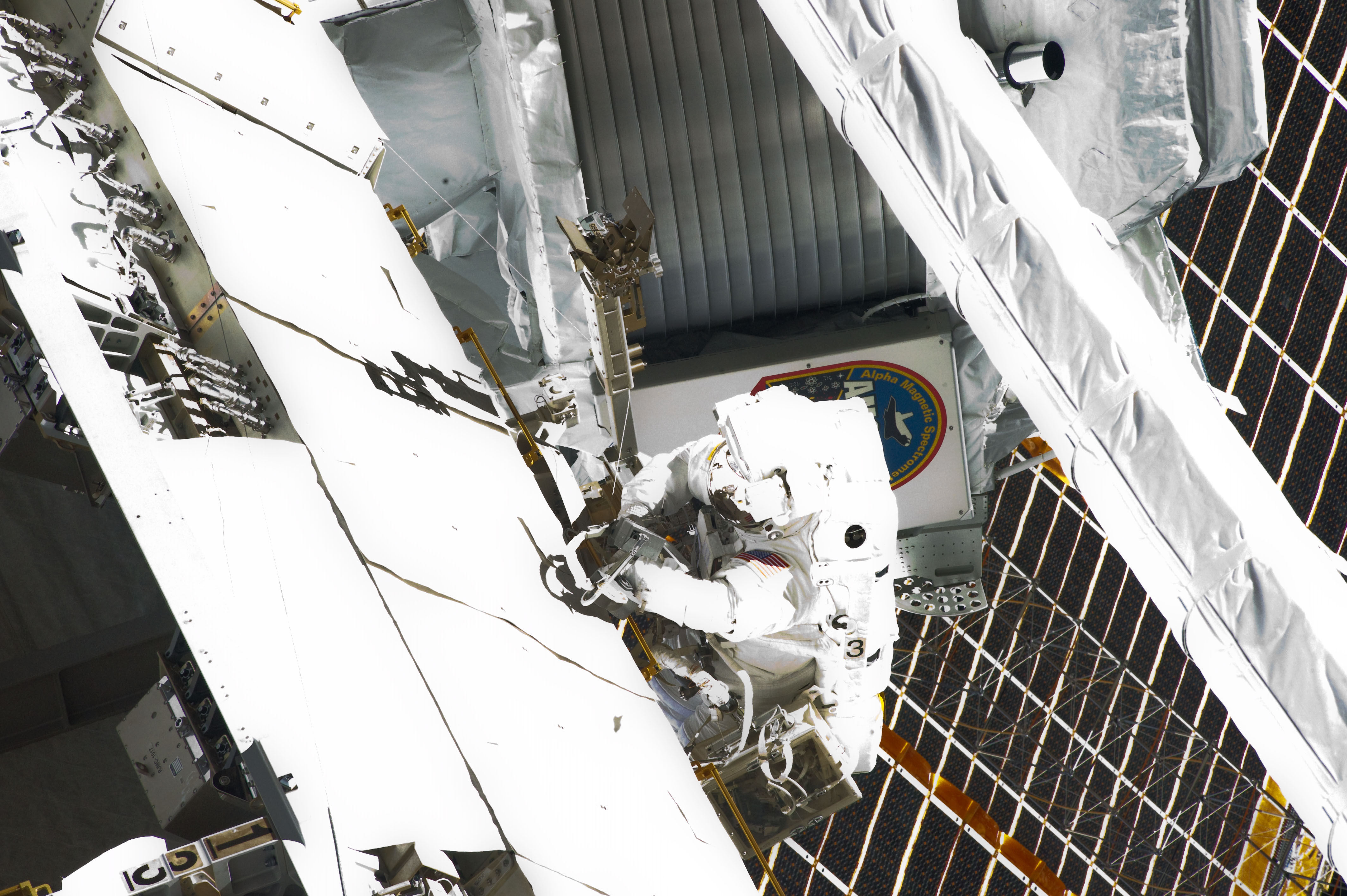
L'astronauta Fincke durante la quarta passeggiata spaziale
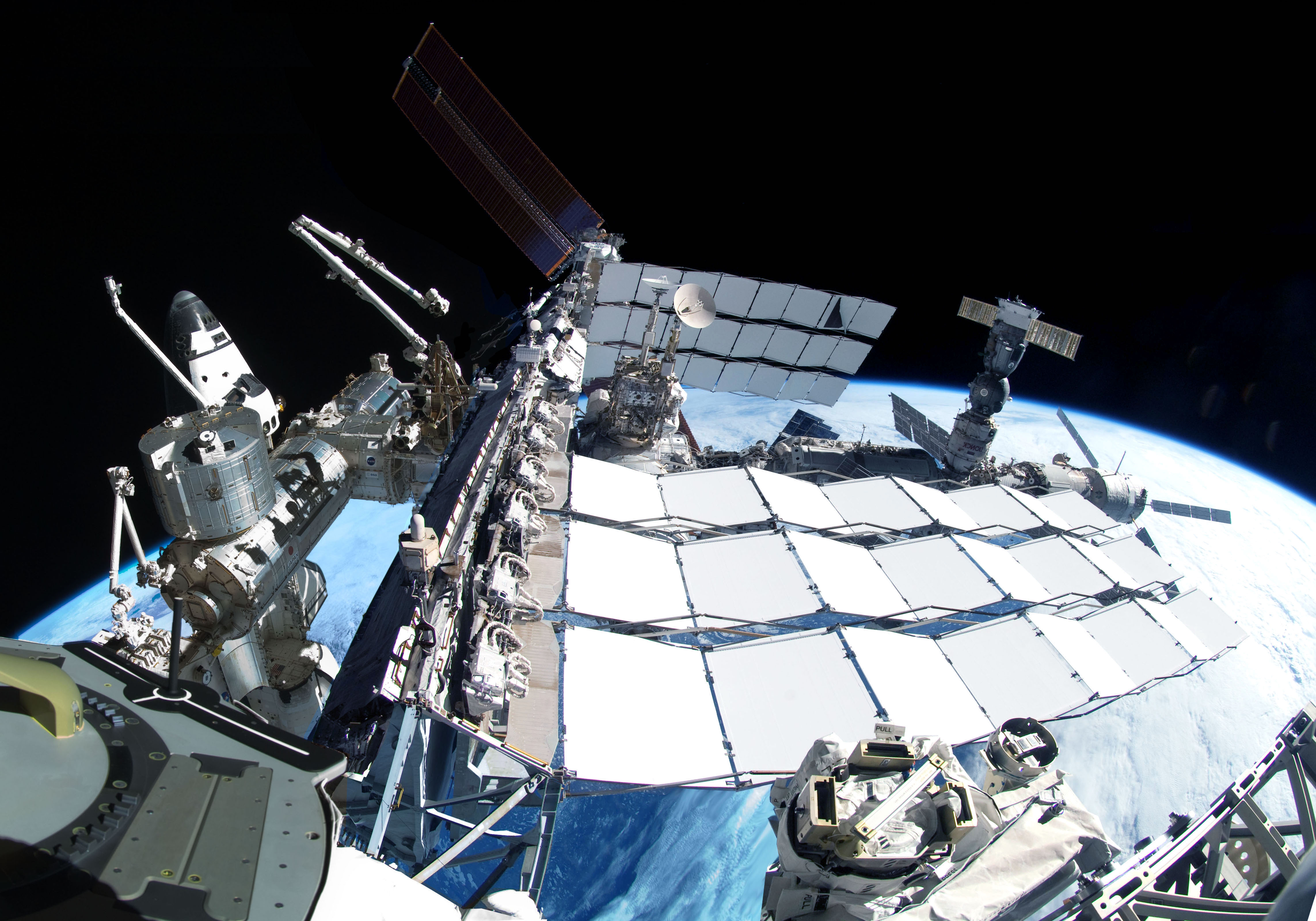
Immagine composita della stazione spaziale vista dall'ExpPRESS Logistics Carrier 3

### 28 maggio (13º giorno)

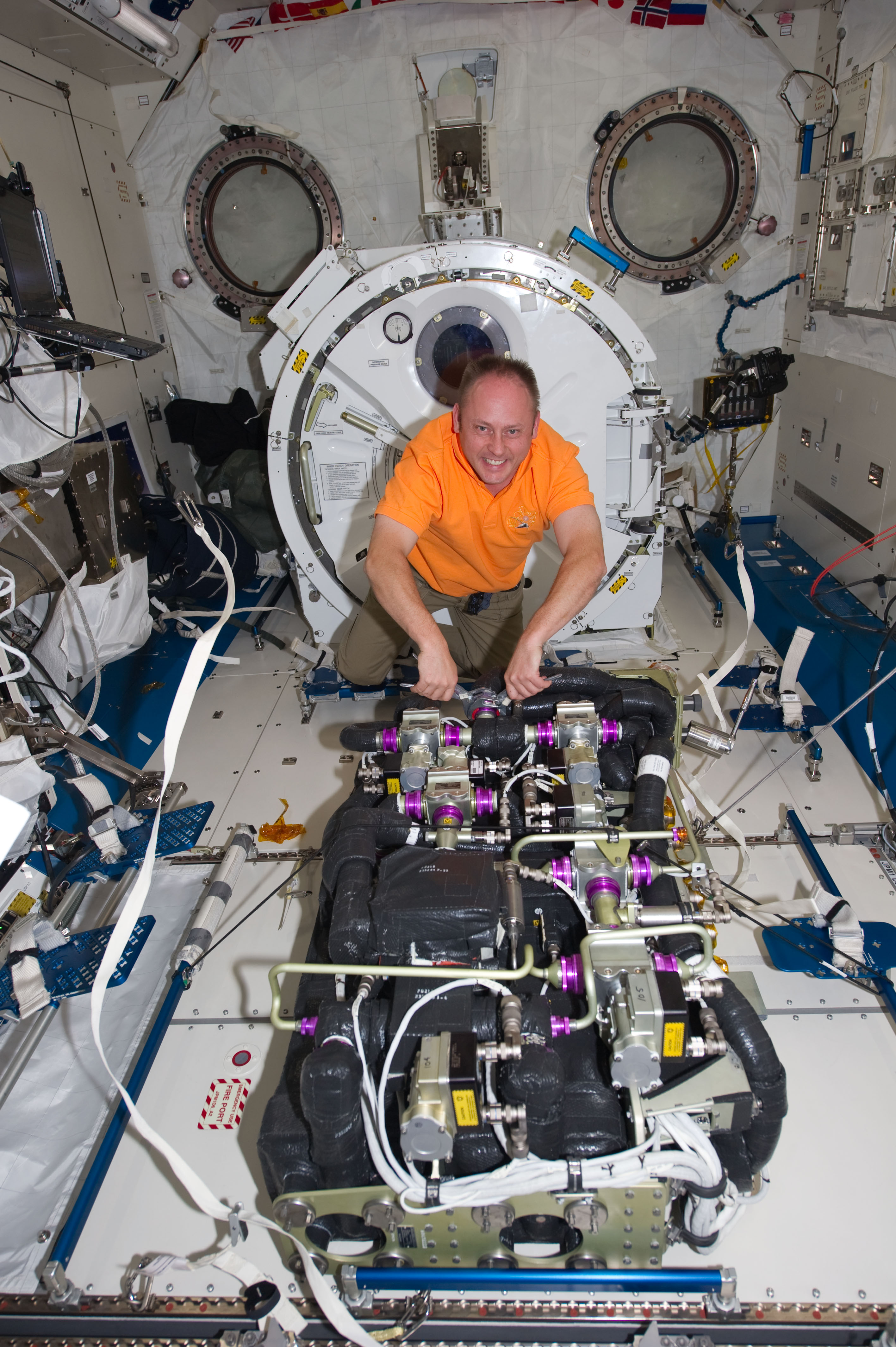
L'astronauta Fincke effettua la manutenzione dal dispositivoCarbon Dioxide Removal Assembly (CDRA) nel modulo Kibo
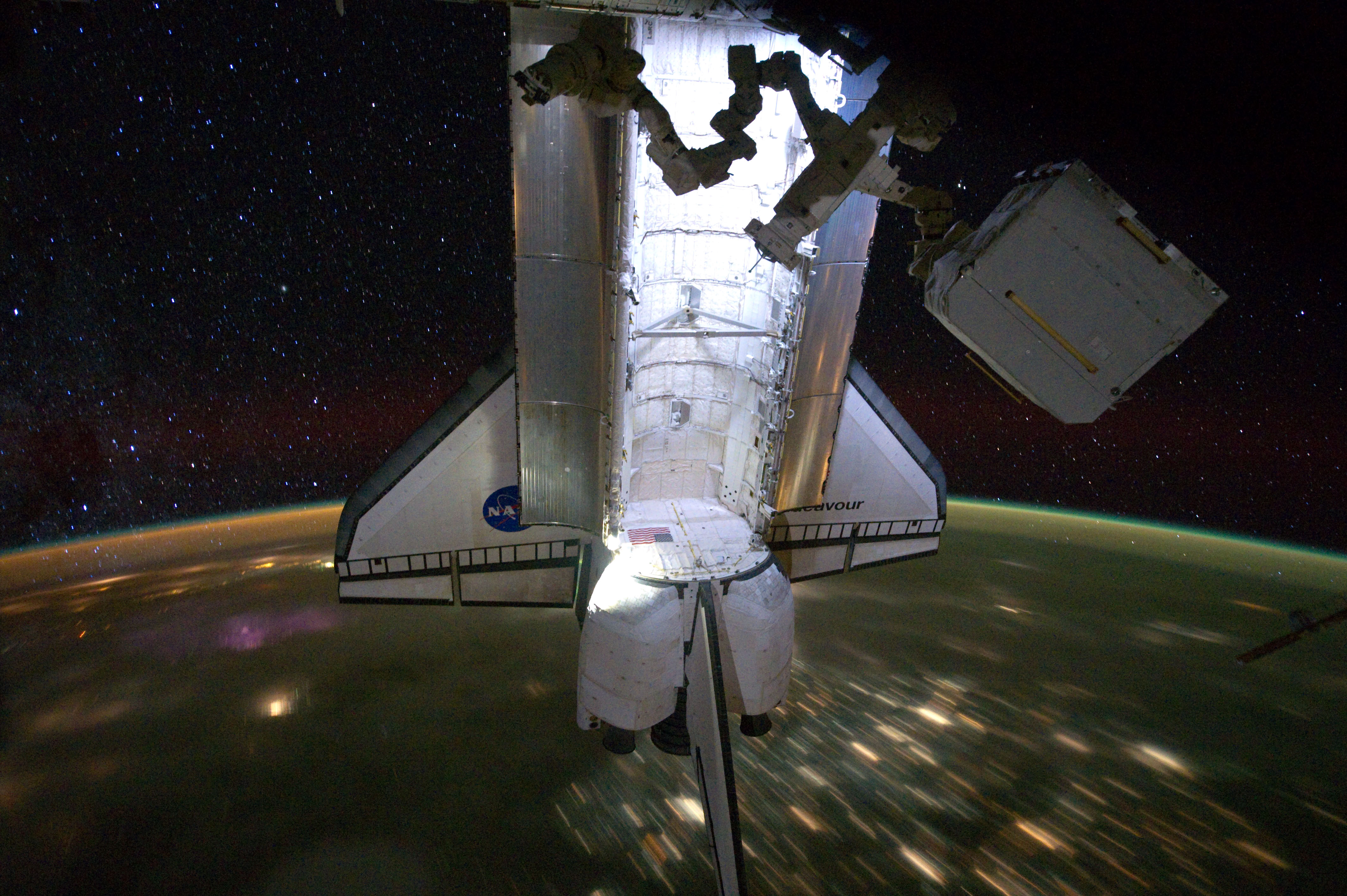
La Terra e il cielo stellato fanno da sfondo all'Endeavour

### 1º giugno (17º giorno)

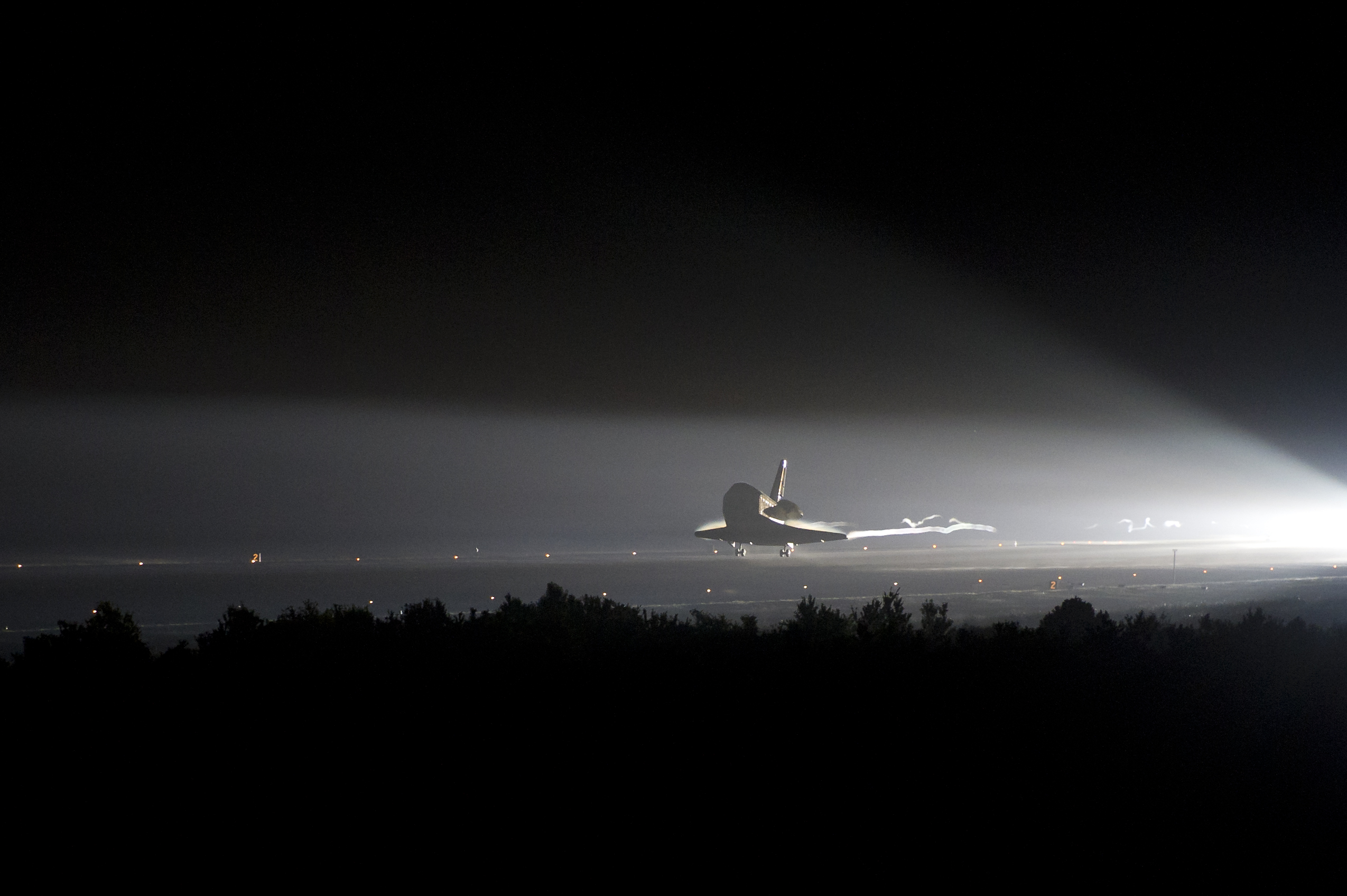
L'Endeavour tocca terra al Kennedy Space Center per l'ultima volta il 1 giugno 2011
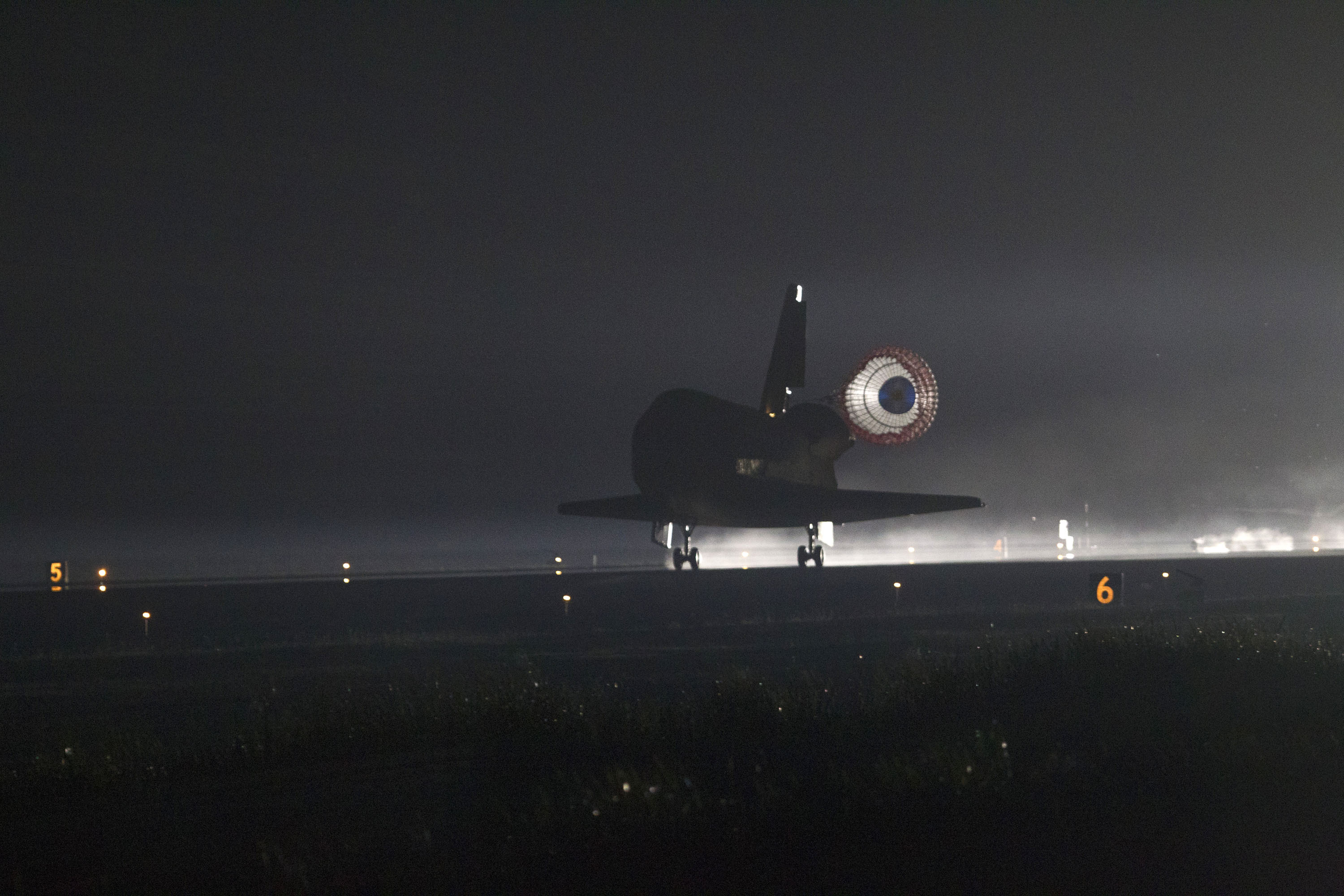
L'Endeavour durante l'atterraggio
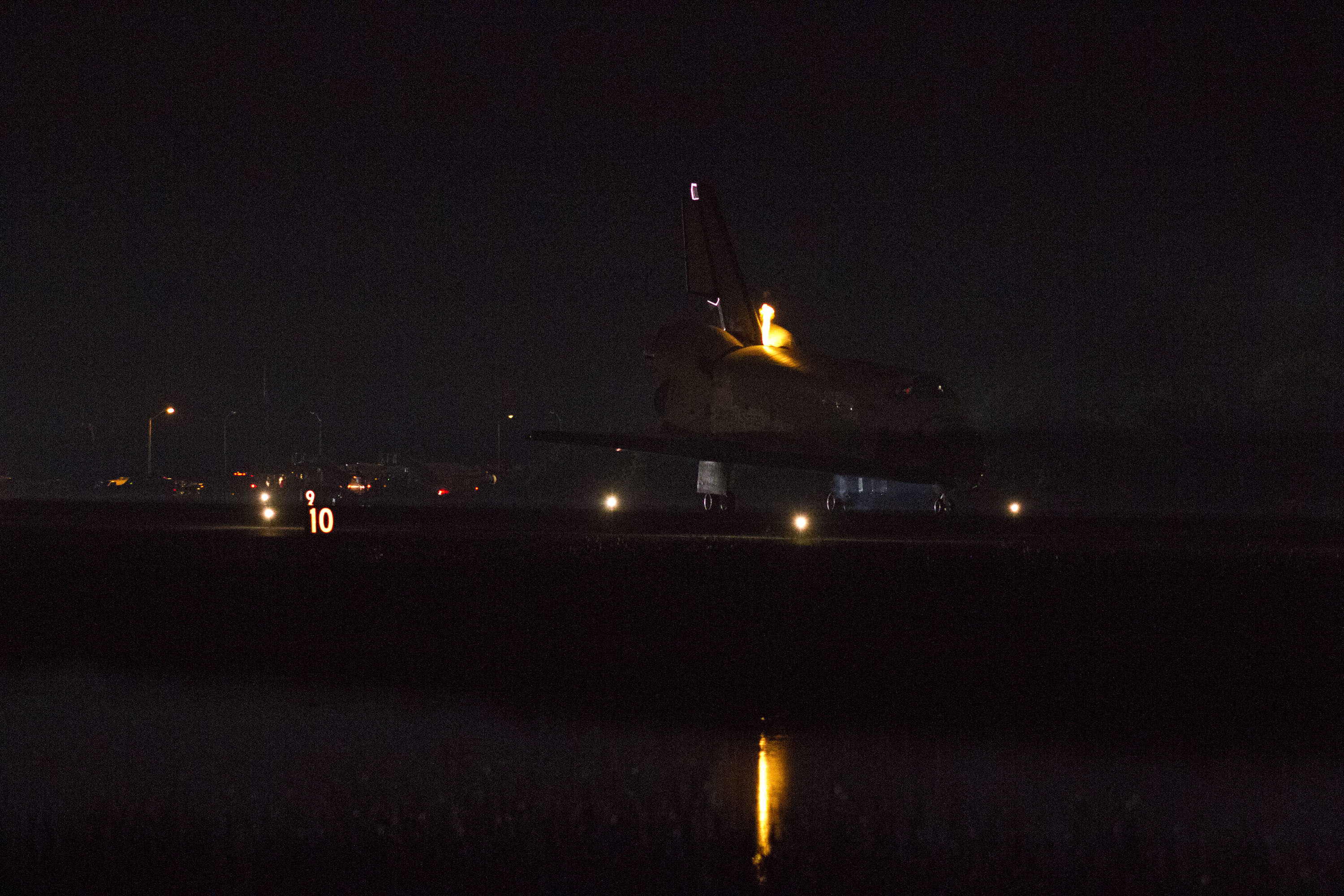
Lo Space Shuttle dopo aver terminato l'atterraggio
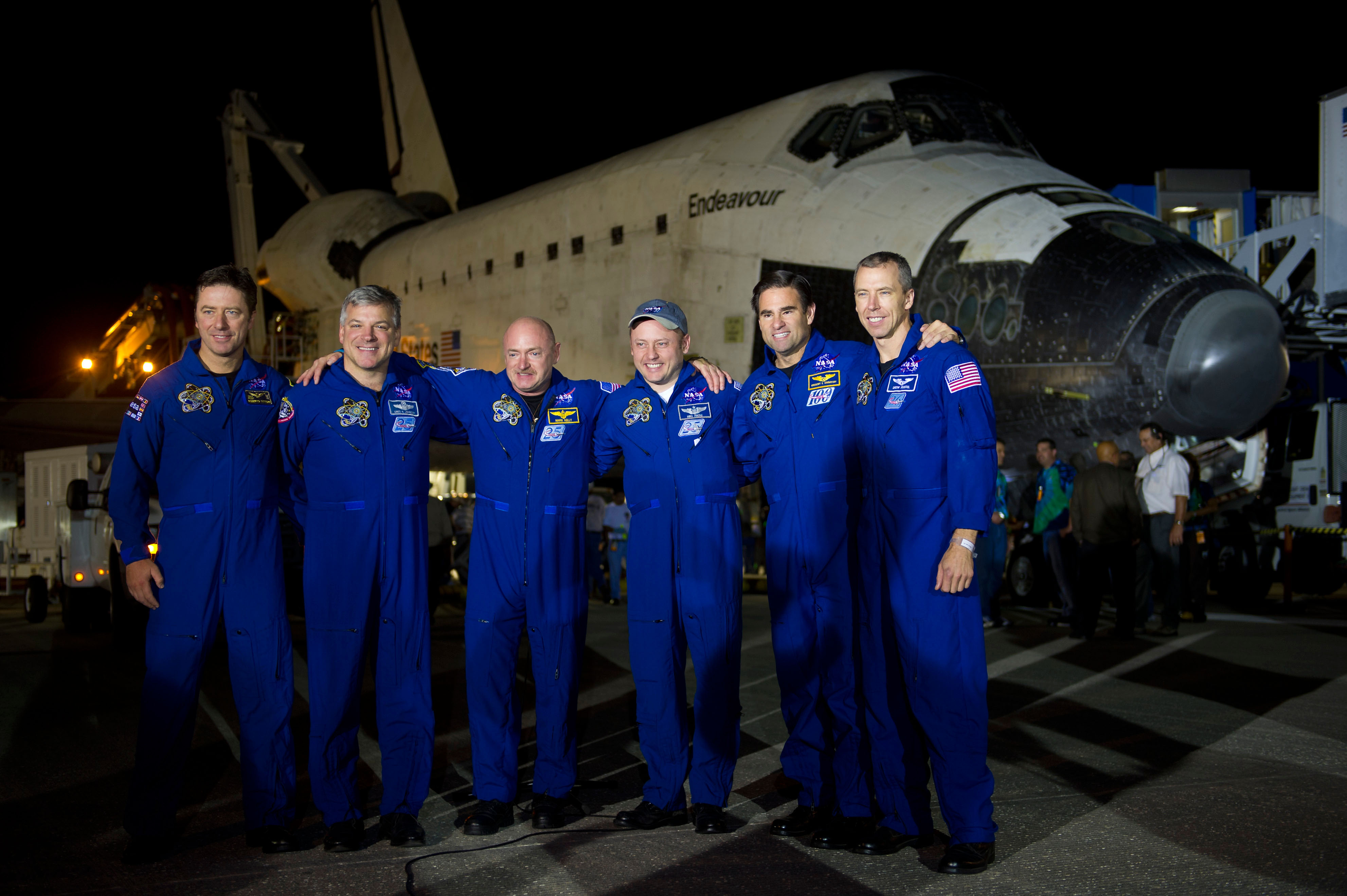
L'equipaggio posa per una foto di gruppo dopo l'atterraggio

## Statistiche della missione
- 165ª missione umana statunitense nello spazio.
- 134ª missione Shuttle.
- 109ª missione dopo il disastro del Challenger.
- 21ª missione dopo il disastro del Columbia.
- 25ª missione dell'Endeavour.
- 36ª missione di assemblaggio della ISS.
- 81º lancio dal pad 39A.

#### ExPRESS Logistics Carrier 3

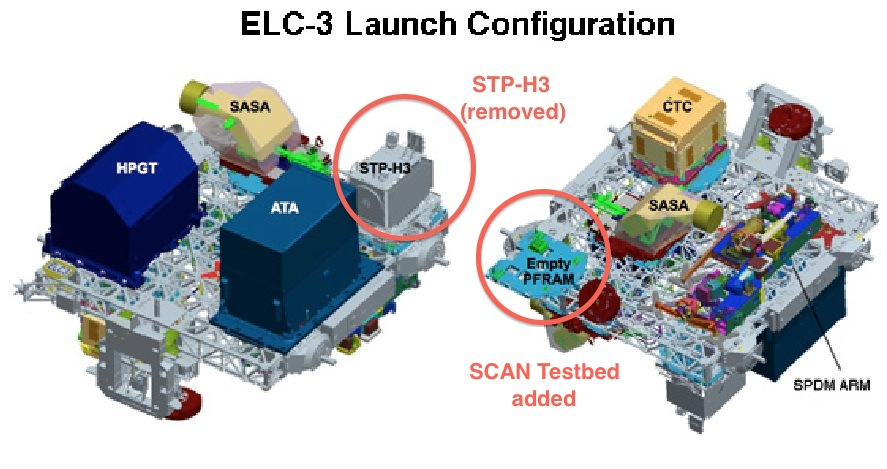
L'ExPRESS Logistic carrier 3 nella configurazione di lancio

#### Orbiter Boom Sensor System

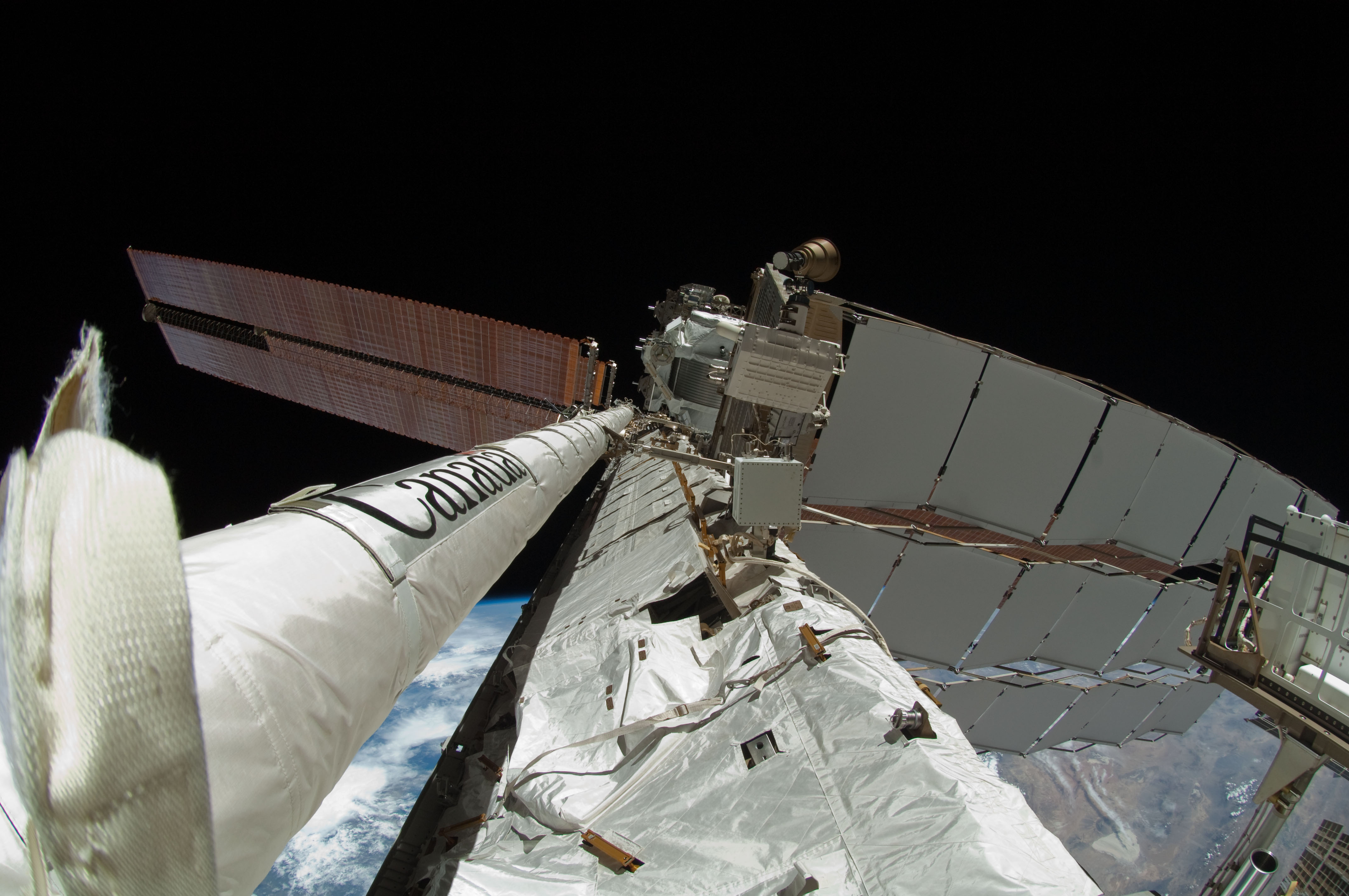
L'OBSS agganciato alla stazione spaziale internazionale

### 16 maggio (1º giorno, lancio)

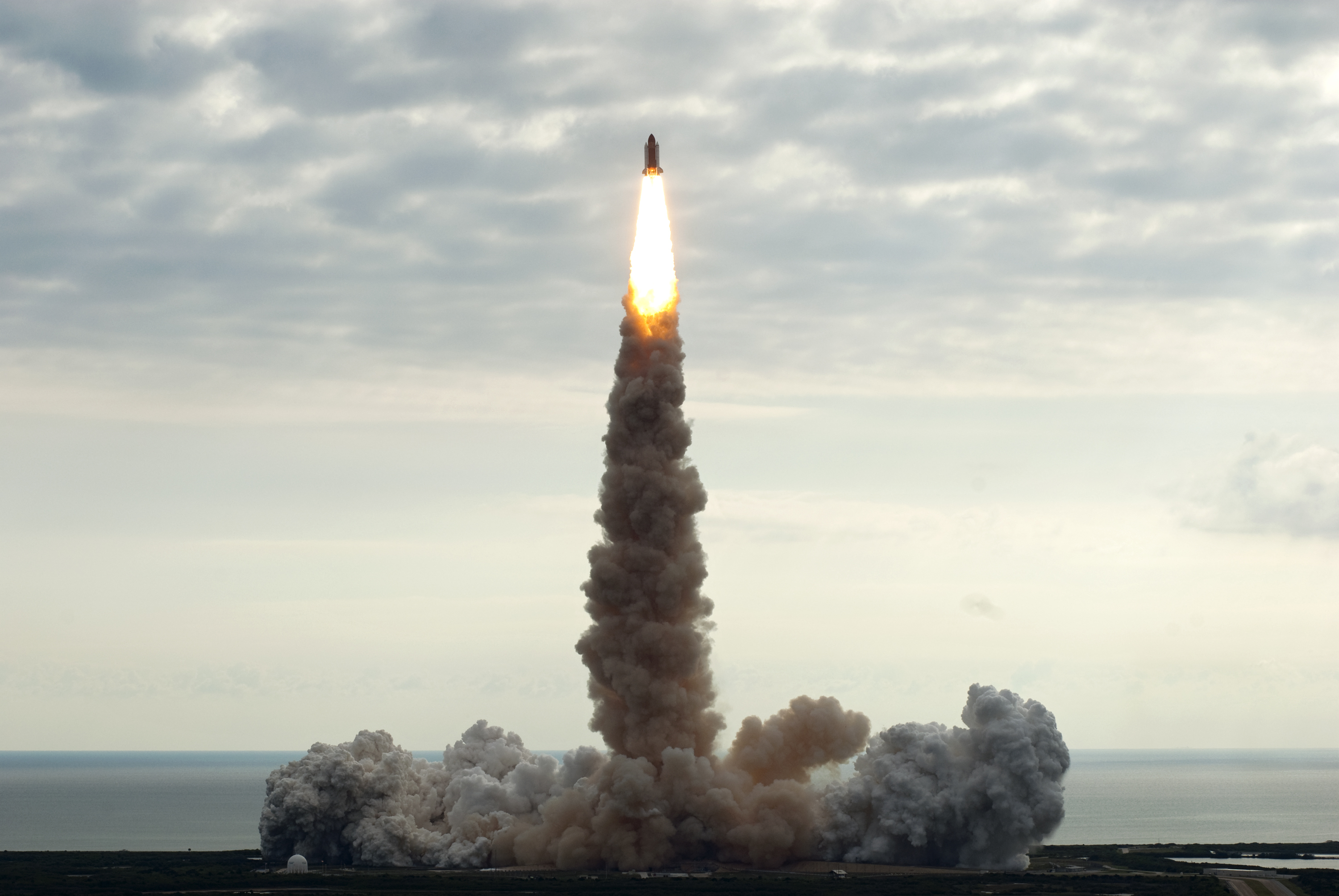
Lo Space Shuttle Endeavour decolla dal Kennedy Space Center

## Equipaggio
| Ruolo                     | Equipaggio                          | Equipaggio                          |
| ------------------------- | ----------------------------------- | ----------------------------------- |
| Comandante                | Mark Kelly, NASA Quarto volo        | Mark Kelly, NASA Quarto volo        |
| Pilota                    | Gregory Johnson, NASA Secondo volo  | Gregory Johnson, NASA Secondo volo  |
| Specialista di missione 1 | Michael Fincke, NASA Terzo volo     | Michael Fincke, NASA Terzo volo     |
| Specialista di missione 2 | Roberto Vittori, ESA Terzo volo     | Roberto Vittori, ESA Terzo volo     |
| Specialista di missione 3 | Andrew Feustel, NASA Secondo volo   | Andrew Feustel, NASA Secondo volo   |
| Specialista di missione 4 | Gregory Chamitoff, ESA Secondo volo | Gregory Chamitoff, ESA Secondo volo |